# 13. Juni
Der 13. Juni ist der 164. Tag des gregorianischen Kalenders (der 165. in Schaltjahren), somit bleiben 201 Tage bis zum Jahresende.

## Ereignisse

### Politik und Weltgeschehen
- 1283: Der zwischen mehreren Hansestädten und Fürsten geschlossene Rostocker Landfrieden bewirkt einen wirtschaftlichen Aufschwung von Wismar und anderen Ostseestädten der Region.
- 1514: Die Henry Grâce à Dieu, die zu diesem Zeitpunkt als das größte und am schwersten bewaffnete Kriegsschiff gilt, läuft vom Stapel.
- 1611: Im Polnisch-Russischen Krieg gelingt den Polen nach 20-monatiger Belagerung die Einnahme des russischen Smolensk.
- 1612: Der Habsburger Matthias wird als Nachfolger seines Bruders Rudolf II. zum Kaiser des Heiligen Römischen Reiches ausgerufen.

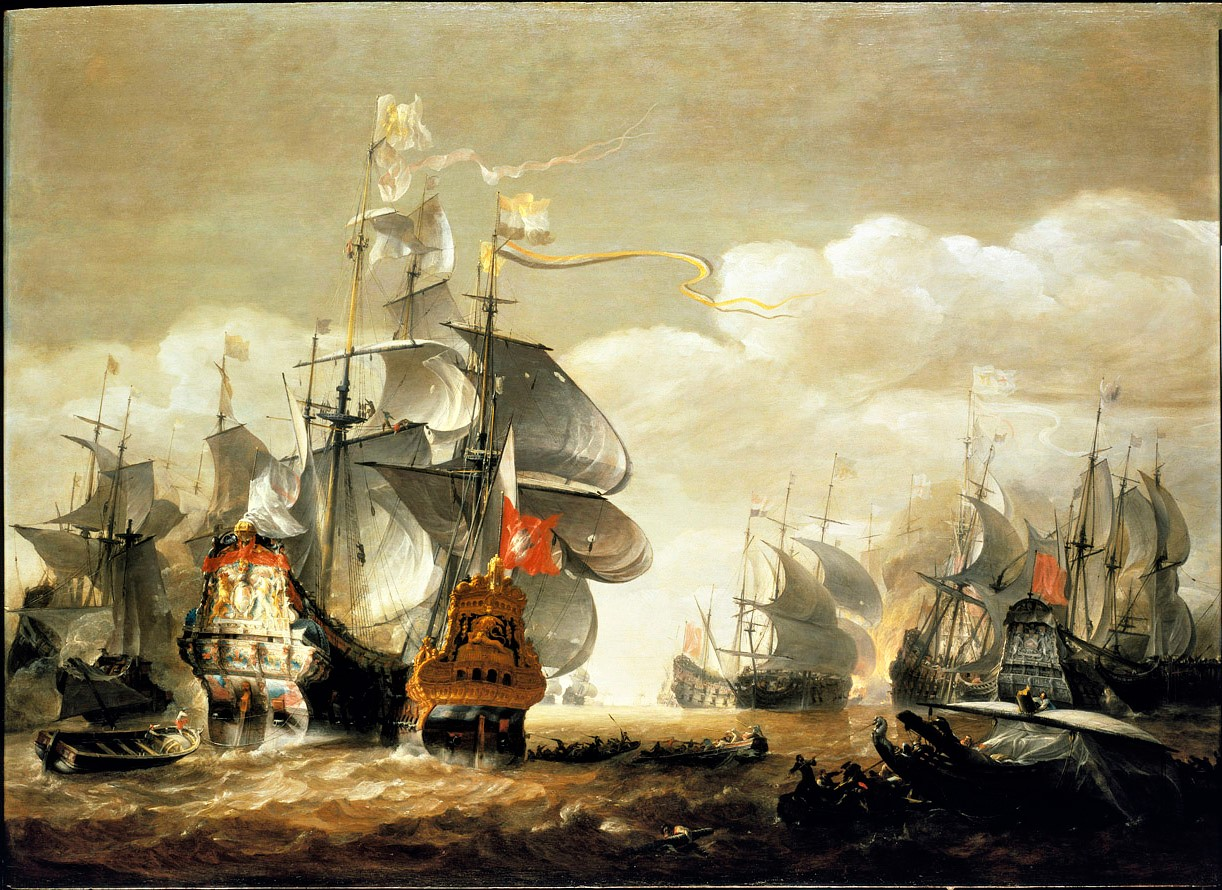
1665: Seeschlacht bei Lowestoft

- 1665: In der Seeschlacht bei Lowestoft im Rahmen des Zweiten Englisch-Niederländischen Seekriegs besiegen die Engländer die Niederländer, können jedoch keinen entscheidenden Vorteil aus diesem Sieg ziehen.
- 1777: Der französische Marquis de Lafayette trifft nördlich von Charleston (South Carolina) ein und bietet der Kontinentalarmee seine unbezahlten Dienste im Amerikanischen Unabhängigkeitskrieg an.
- 1821: Ägyptische Truppen erobern bei ihrem Vordringen auf benachbartes Gebiet die Hauptstadt Sannar des Sultanats von Sannar. Die Ägypter machen umgehend ihr Militärlager Khartum zur neuen Hauptstadt. Das 300 Jahre alte Reich der Fung hört auf zu existieren.

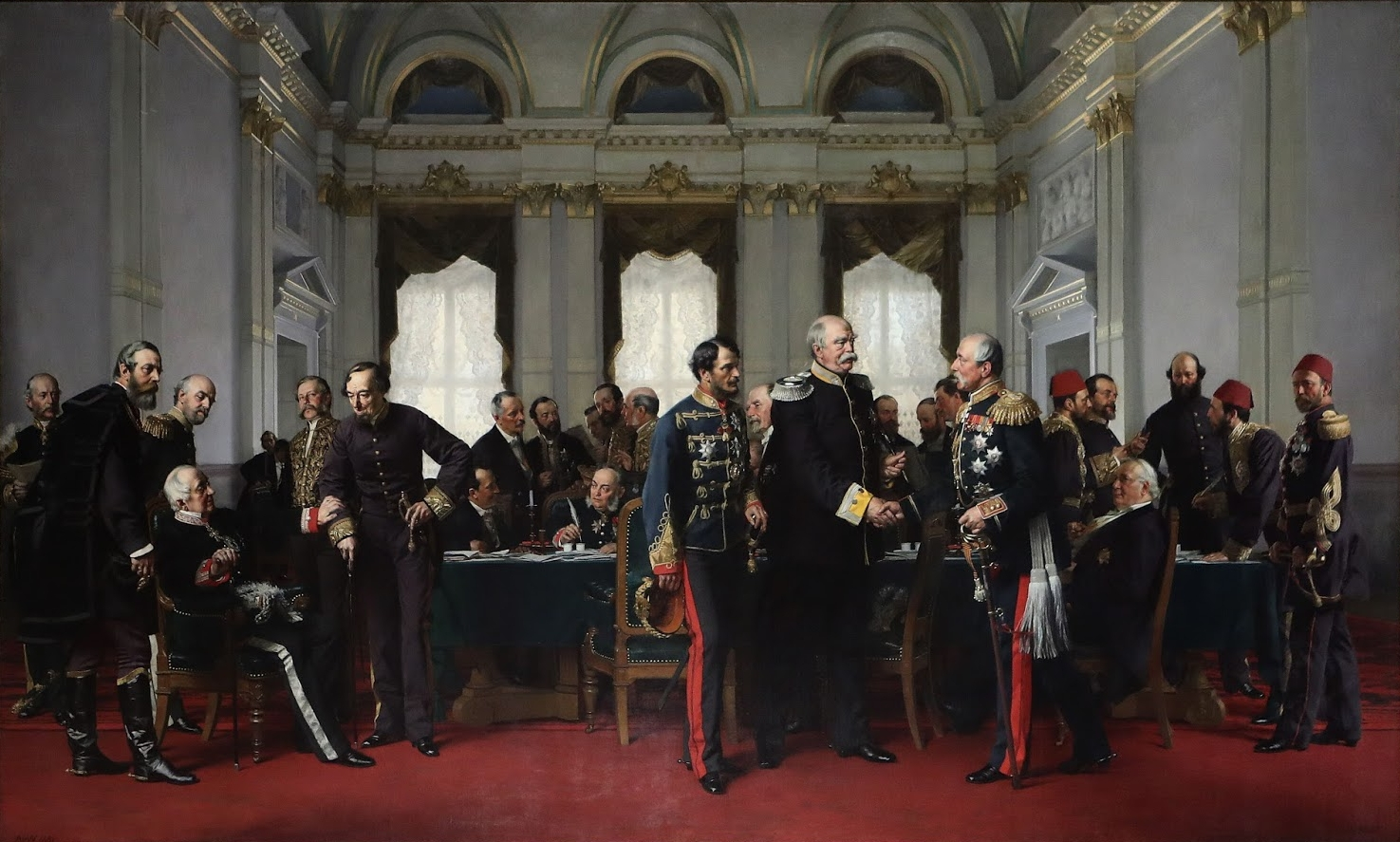
1878: Berliner Kongress

- 1878: Auf dem Berliner Kongress wird der osmanisch-russische Vorfrieden von San Stefano revidiert. Die beginnende Konferenz unter der Leitung von Otto von Bismarck sucht nach Lösungen für die Konflikte der Großmächte.

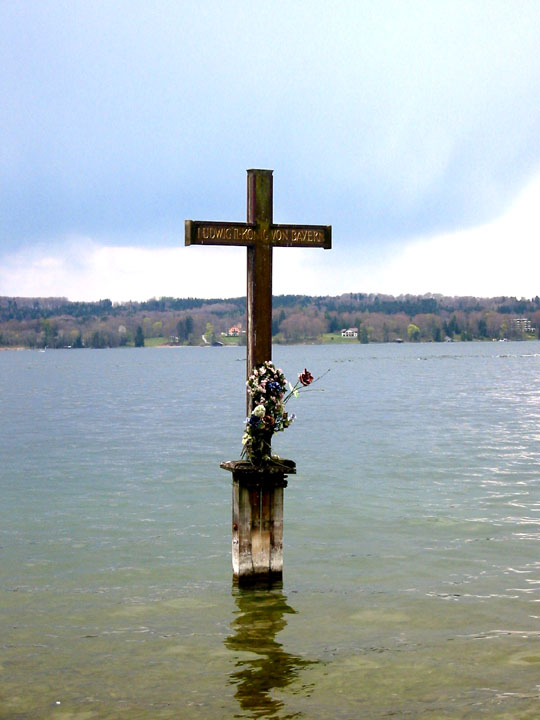
1886: Sterbestelle Ludwigs II.

- 1886: Ludwig II. ertrinkt im Würmsee, dem heutigen Starnberger See. Die genauen Todesumstände bleiben ungeklärt.
- 1898: Das kanadische Yukon-Territorium wird wegen des Klondike-Goldrauschs von den Nordwest-Territorien abgespalten.
- 1918: Nach einem eigenmächtigen Beschluss örtlicher Bolschewiki werden in Perm Großfürst Michail Alexandrowitsch Romanow, der Bruder des früheren Zaren Nikolaus II., und sein Sekretär Nicholas Johnson in einem Wald ermordet.
- 1938: Die Juni-Aktion, eine Massenverhaftung von „Asozialen“ und rund 2300 Juden, beginnt in Deutschland und Österreich während des Nationalsozialismus. Die Festnahmen und Inhaftierungen in mehreren Konzentrationslagern werden bis zum 18. Juni fortgesetzt.
- 1939: Die Sinaia legt in Veracruz an. Mit ihr gelangt die erste größere Gruppe spanischer Republikaner ins mexikanische Exil.

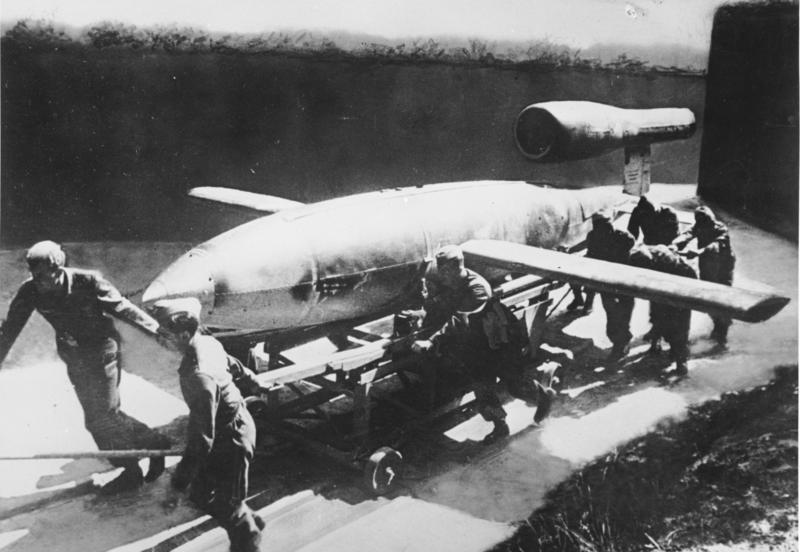
1944: Eine V1 vor dem Start

- 1944: Im Zweiten Weltkrieg schlägt die erste Fieseler Fi 103, propagandistisch als V1 bezeichnet, in London ein. Die Deutschen starten die Marschflugkörper aus dem besetzten Département Pas-de-Calais in Nordfrankreich.
- 1946: Italiens König Umberto II. geht auf Druck der Regierung De Gasperi ins Exil nach Portugal.
- 1952: Sowjetische Jagdflugzeuge schießen über der Ostsee eine schwedische Militärmaschine ab – gemeinsam mit einem weiteren Abschuss am 16. Juni geht der Vorfall als Catalina-Affäre in die Geschichte ein.
- 1966: Der Oberste Gerichtshof der Vereinigten Staaten fällt die Grundsatzentscheidung Miranda v. Arizona. Danach müssen Verdächtige in Strafsachen vor der polizeilichen Vernehmung auf ihr Recht, einen Anwalt heranzuziehen, und ihr Recht, zu schweigen, hingewiesen werden.
- 1971: Die New York Times beginnt mit dem Abdruck geheimer Pentagon-Papiere über den Vietnamkrieg. US-Präsident Richard Nixon und Justizminister John N. Mitchell versuchen, mit einer Klage vor Gericht weitere Veröffentlichungen zu unterbinden, scheitern aber später vor dem Obersten Gerichtshof der USA.
- 1974: In der Jemenitischen Arabischen Republik, seit 1990 Teil des wiedervereinigten Jemen, übernimmt das Militär unter Oberst Ibrahim al-Hamdi in einem unblutigen Staatsstreich die Macht.

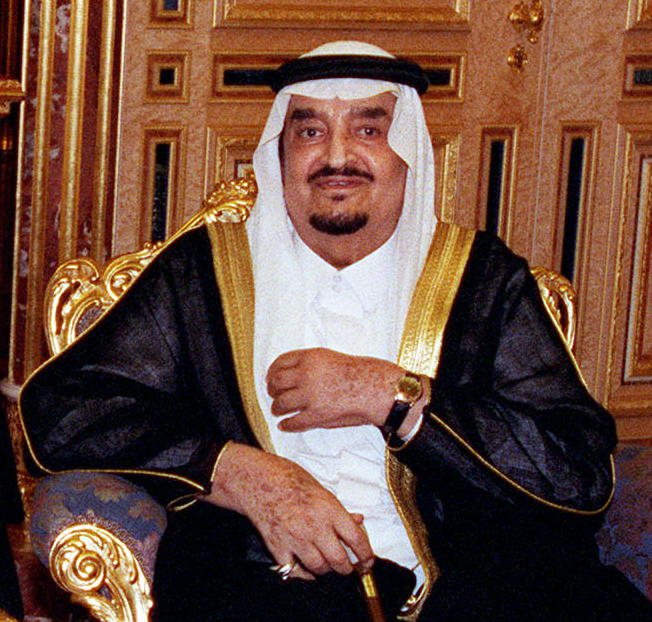
1982: König Fahd

- 1982: Nach dem Tod von König Chalid wird sein Bruder Fahd neuer Herrscher in Saudi-Arabien.
- 1990: In der Bernauer Straße beginnt offiziell der Abriss der Berliner Mauer.
- 1995: In der Bundesrepublik Deutschland werden Razzien gegen die im Untergrund erscheinende Zeitschrift Radikal durchgeführt.

### Wirtschaft

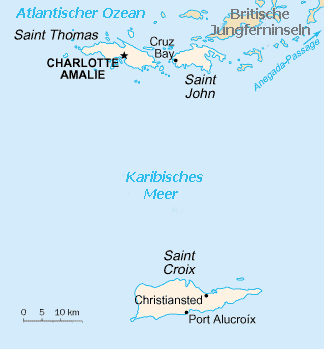
1733: Saint Croix

- 1733: Die Dänische Westindien-Kompanie erwirbt von Frankreich die Insel Saint Croix in der Karibik. Mit Zuckerrohranbau und Sklavenhandel erzielt die Gesellschaft Einnahmen.

### Wissenschaft und Technik
- 1898: William Ramsay isoliert erstmals durch fraktionierte Destillation von flüssigem Argon das chemische Element und Edelgas Neon.
- 1944: Bei einem Testflug stürzt eine in Peenemünde gestartete A4-Rakete in Südschweden ab.
- 1983: Die US-amerikanische Raumsonde Pioneer 10 passiert als erste von Menschen gebaute Sonde die Bahn des Neptun, dem äußersten Planeten des Sonnensystems. Sie fliegt in Richtung des Sterns Aldebaran, dessen Umlaufbahn sie in ca. zwei Millionen Jahren passieren wird.
- 1983: Das US-amerikanische Unternehmen Motorola stellt mit dem DynaTAC 8000X das weltweit erste kommerzielle Mobiltelefon vor.
- 1990: Im Hydrierwerk Zeitz gehen die letzten in Deutschland betriebenen Kohleverflüssigungsanlagen zur Herstellung synthetischer Kraftstoffe außer Betrieb.

### Kultur
- 1743: In Padua findet die Uraufführung der ersten Fassung der Oper Demofoonte von Niccolò Jommelli statt.
- 1794: Friedrich Schiller fordert Johann Wolfgang von Goethe zur Mitarbeit an der Zeitschrift Die Horen auf und erhält eine Zusage. Damit beginnt ihre nähere Verbindung und bis zum Tode Schillers währende Freundschaft und die Zeit der Weimarer Klassik.
- 1801: Das Theater an der Wien wird eröffnet.

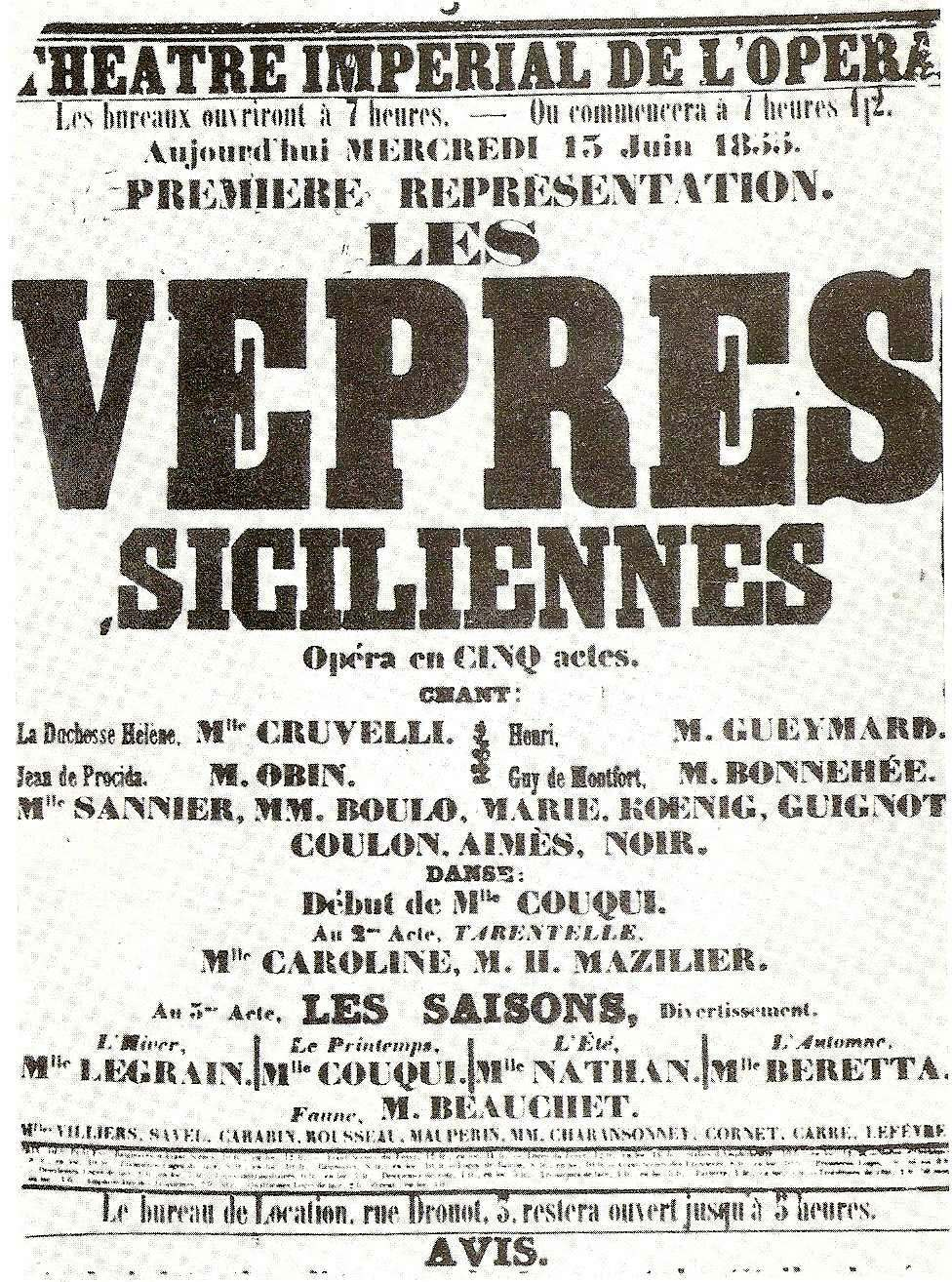
1855: Plakat zur Uraufführung

- 1855: Im Rahmen der Pariser Weltausstellung erfolgt die Uraufführung von Giuseppe Verdis Oper Les vêpres siciliennes mit dem Libretto von Eugène Scribe und Charles Duveyrier am Théatre Impérial de L’Opéra.

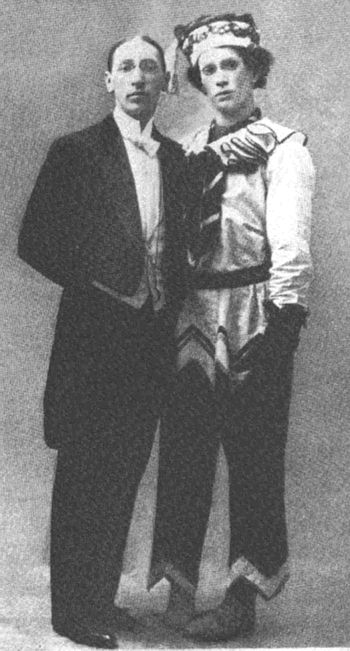
1911: Nijinsky und Strawinski

- 1911: Mit Vaslav Nijinsky in der Titelrolle wird in Paris Igor Strawinskys Ballett Petruschka uraufgeführt. Die pantomimische Choreografie stammt von Michel Fokine, die Kostüme und das Bühnenbild von Alexander Benois.
- 1924: In Basel wird das Oratorium Le Laudi di San Francesco d’Assisi von Hermann Suter uraufgeführt.
- 1934: Die Production Code Administration zur Durchsetzung des Hays Codes wird in den USA gegründet. Alle US-Filme müssen in Zukunft im Hinblick auf die „moralisch akzeptable Darstellung“ besonders von Kriminalität und sexuellen Inhalten von diesem Büro begutachtet und der Zensur unterworfen werden.

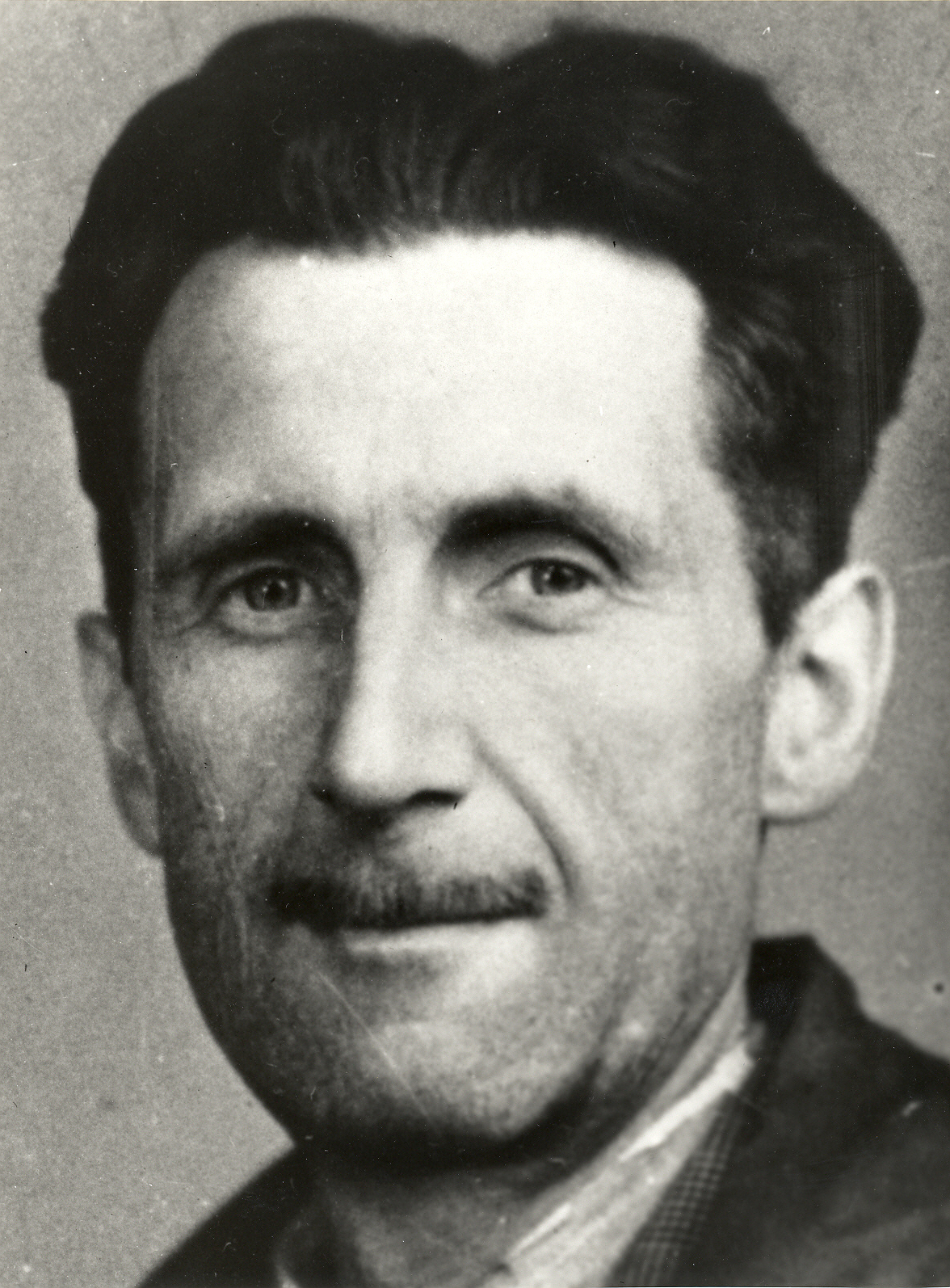
1949: George Orwell

- 1949: George Orwells Roman 1984 wird in den USA als Buch des Jahres ausgezeichnet. Orwell, der für den Observer über den Krieg berichtet hatte, entwirft in 1984 das Szenario einer totalitären Welt.
- 1956: Auf dem Broadway findet die Uraufführung des Musicals Shangri-La statt, das nach rund zwei Wochen abgesetzt wird und zu den größten Flops in der Musical-Geschichte zählt.
- 1970: Mit The Long and Winding Road erreichen die Beatles zum zwanzigsten und letzten Mal Platz eins der Billboard Hot 100.
- 1985: Auf Initiative von Melina Mercouri beschließen die für Kulturfragen zuständigen Minister der EG-Staaten die alljährliche Benennung einer „Kulturstadt Europas“.
- 1985: Durch einen Brandanschlag wird im Kunsthaus Zürich das Bildnis des spanischen Königs Philipp IV. von Peter Paul Rubens vollständig zerstört.

### Gesellschaft

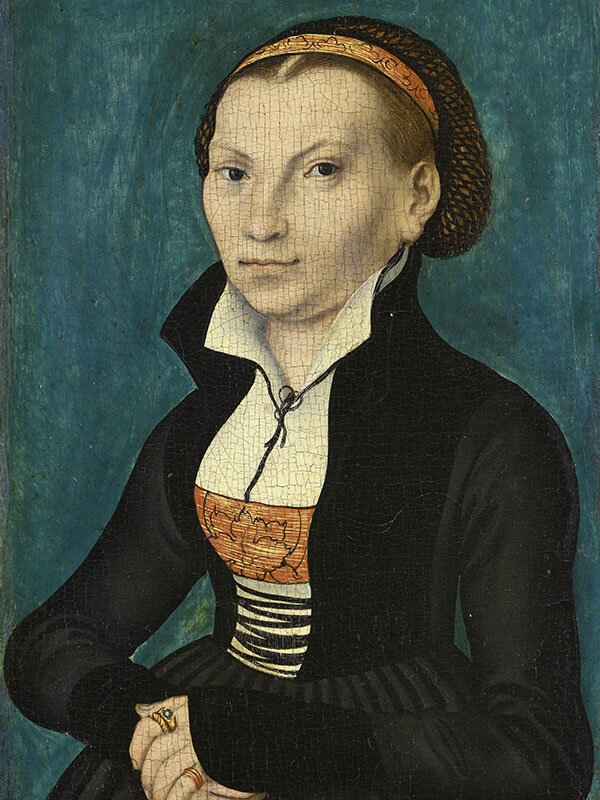
1525: Katharina von Bora

- 1525: Martin Luther und die ehemalige Nonne Katharina von Bora werden von Johannes Bugenhagen getraut. Die Hochzeitsfeier findet zwei Wochen später statt.
- 2000: Der Papst-Attentäter Mehmet Ali Ağca wird nach der Begnadigung durch den italienischen Staatspräsidenten Carlo Azeglio Ciampi nach 19-jähriger Haft an die Türkei ausgeliefert, wo er wegen eines Mordes verurteilt ist.
- 2005: Der Popstar Michael Jackson wird vor Gericht von den Geschworenen in Santa Monica in allen zehn Anklagepunkten wegen sexueller Belästigung eines Kindes freigesprochen.

### Religion
- 0313: In der Mailänder Vereinbarung zwischen den Kaisern Konstantin I. (Westrom) und Licinius (Ostrom) wird jedem Einwohner des Reichs die Religion gestattet, die er für sich wählt.
- 2001: In Frankfurt am Main beginnt der 29. Deutsche Evangelische Kirchentag. Bis zum 17. Juni versammeln sich über 92.000 Gäste unter dem Motto „Du stellst meine Füße auf weiten Raum.“ (Ps 31,9 LUT)
- 2011: Alois Andritzki, sorbischer Priester und Märtyrer, wird vor der Hofkirche in Dresden als erster Sorbe und Sachse seliggesprochen.

### Natur und Umwelt

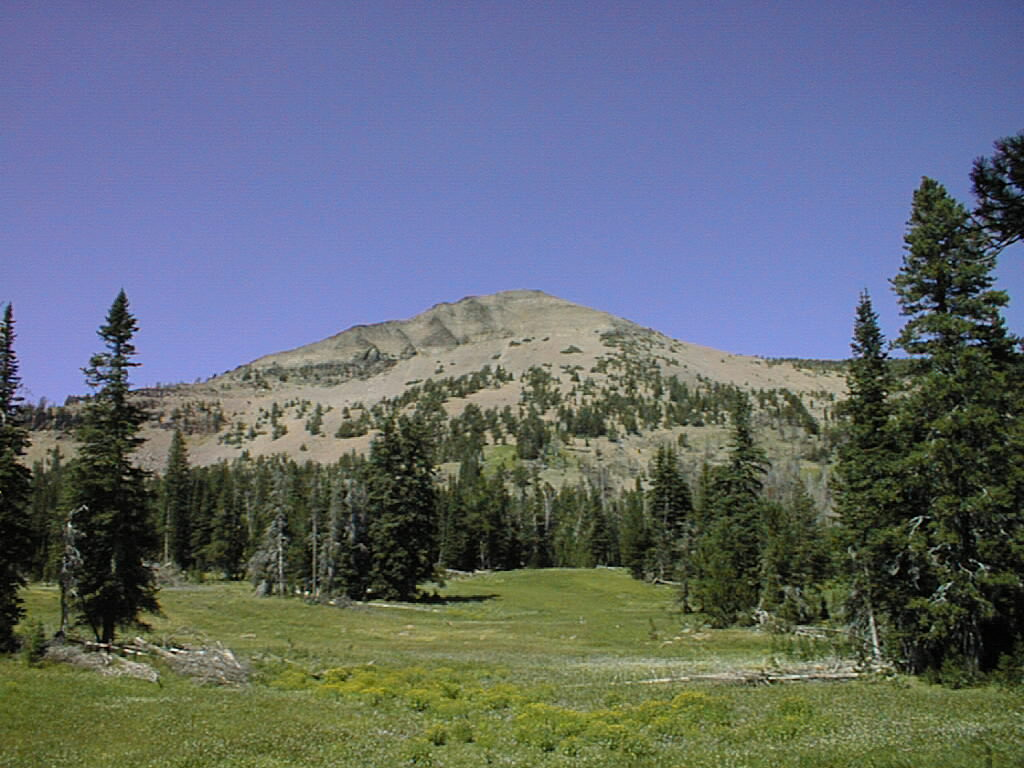
1908: Malheur National Forest

- 1908: In Oregon wird in den Blue Mountains der Malheur National Forest eröffnet. Er beherbergt mit einem rund 2400 Jahre alten Hallimasch-Pilz das vermutlich älteste und größte Lebewesen der Erde.
- 2004: Ein 4 kg schwerer Meteorit trifft das Haus von Phil und Brenda Archer in Ellerslie, einem Vorort von Auckland (Neuseeland). Das Dach und eine Couch werden beschädigt.

### Katastrophen
- 1858: Bis zu 250 Passagiere kommen ums Leben, als auf dem Mississippi River in der Nähe von Memphis die Kessel des Raddampfers Pennsylvania explodieren und das Schiff abbrennt.

Kleinere Unglücksfälle sind in den Unterartikeln von Katastrophe und in der Liste von Katastrophen aufgeführt.

### Sport
- 1893: Das weltweit erste weibliche Golfturnier findet in Lytham St Annes in Lancashire statt. Lady Margaret Scott ist Gewinnerin der ersten British Ladies Amateur Golf Championship.
- 1906: Der polnische Sportverein KS Cracovia wird in Krakau gegründet.

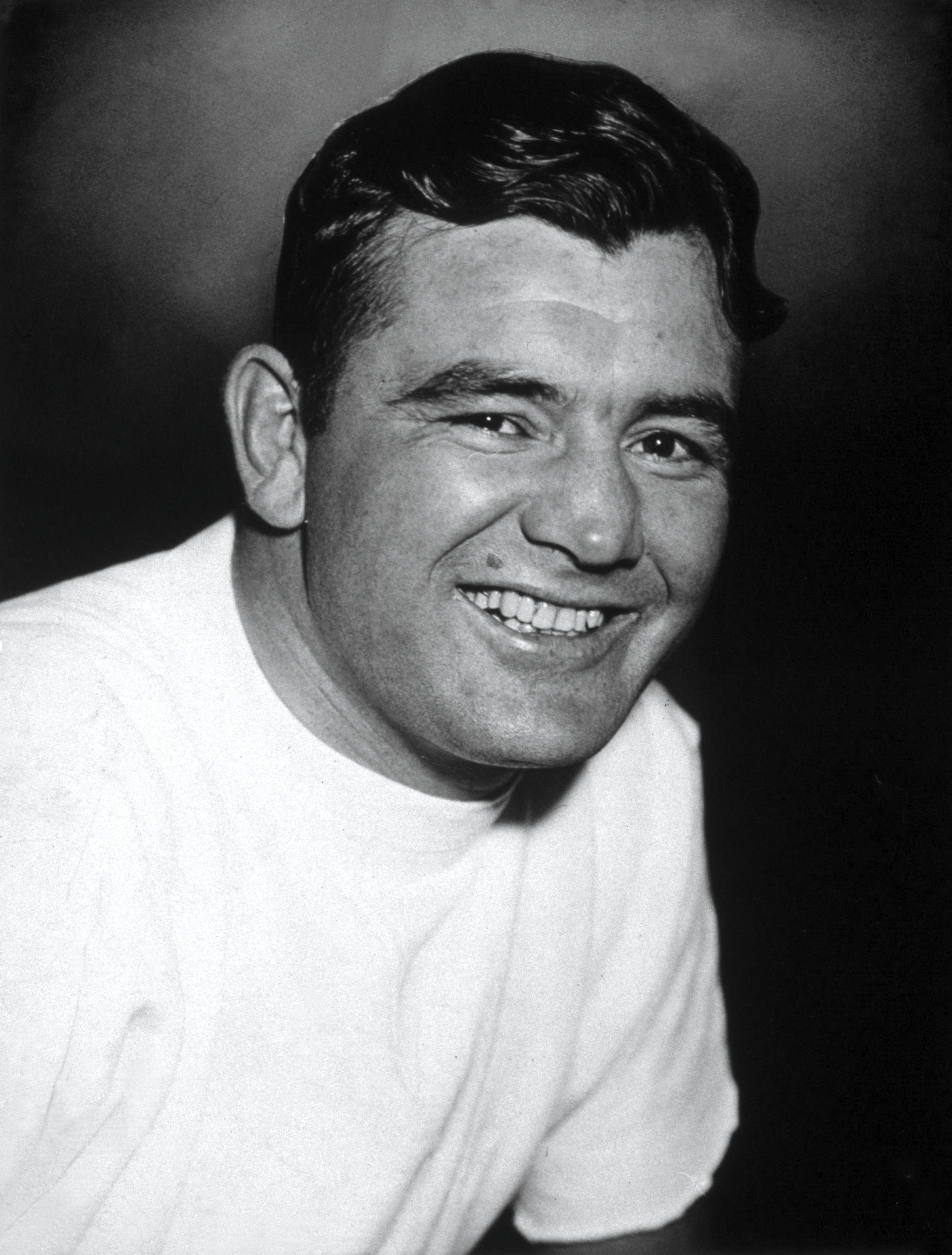
1935: Jim Braddock

- 1935: Max Baer verliert unerwartet bei seiner ersten Titelverteidigung den Titel des Boxweltmeisters im Schwergewicht durch einen Punktsieg seines Gegners Jim Braddock.
- 1950: Der Schweizer Radrennfahrer Hugo Koblet gewinnt als erster Nicht-Italiener die Gesamtwertung des zum 33. Mal ausgetragenen Giro d’Italia.
- 1956: Real Madrid gewinnt durch ein 4:3 im Finale gegen Stade Reims im Parc des Princes in Paris den ersten Europapokal der Landesmeister.

1974: Emblem der Fußball-WM

- 1974: Die 10. Fußball-Weltmeisterschaft wird in Deutschland eröffnet. Das Eröffnungsspiel zwischen Brasilien und Jugoslawien endet 0:0.
- 1982: Der italienische Automobilrennfahrer Riccardo Paletti verunglückt beim Großen Preis von Kanada in seinem Osella FA1C tödlich. Er ist bis zum Unfall Roland Ratzenbergers 1994 der letzte Formel-1-Pilot, der bei einem Rennen ums Leben kommt.
- 1982: Die Fußball-Weltmeisterschaft in Spanien beginnt.
- 1993: Der spanische Radsportler Miguel Indurain gewinnt die Giro d’Italia in der Gesamtwertung.
- 2018: Als Gastgeber der Fußball-Weltmeisterschaft 2026 werden von der FIFA, dem Vortag des Eröffnungsspiels der WM 2018, Kanada, Mexiko und den USA bekannt gegeben. Sie setzen sich in der Wahl mit 134:65 Stimmen gegen den Bewerber Marokko durch.
- 2019: Die Toronto Raptors gewinnen als erstes kanadisches Franchiseteam den NBA-Titel. Im Playoff-Finale schlagen sie die Golden State Warriors.

Einträge von Leichtathletik-Weltrekorden befinden sich unter der jeweiligen Disziplin unter Leichtathletik.
Einträge zu Fußballweltmeisterschaftsspielen finden sich in den Unterseiten von Fußball-Weltmeisterschaft. Das Gleiche gilt für Fußball-Europameisterschaften.

## Geboren

### Vor dem 18. Jahrhundert
- 0040: Gnaeus Iulius Agricola, römischer Politiker und Heerführer
- 0823: Karl der Kahle, westfränkischer König, König von Italien und Römischer Kaiser
- 1367: Taejong, König der Joseon-Dynastie in Korea
- 1434: Cristoforo della Rovere, italienischer Kardinal
- 1500: Ernst von Bayern, Administrator von Passau und Salzburg
- 1508: Alessandro Piccolomini, italienischer Dichter, Philosoph und Astronom
- 1561: Anna Maria, Prinzessin aus der Linie Anhalt-Bernburg-Zerbst, Fürstäbtissin von Gernrode und Herzogin von Brieg, Liegnitz, Wohlau und Ohlau
- 1581: Matthias Koch, Augsburger Kaufmann
- 1613: Johann Ernst von Hanau-Münzenberg-Schwarzenfels, Graf von Hanau-Münzenberg
- 1614: Moritz von Hessen-Kassel, landgräflicher Prinz, Soldat im Dreißigjährigen Krieg
- 1619: Jan Victors, niederländischer Maler
- 1652: Raymundus Regondi, Abt von Stift Altenburg
- 1664: Johann Ernst, gefürsteter Graf zu Nassau-Weilburg, kaiserlicher Generalfeldmarschall
- 1668: Johann Christoph Meurer, Generalsuperintendent

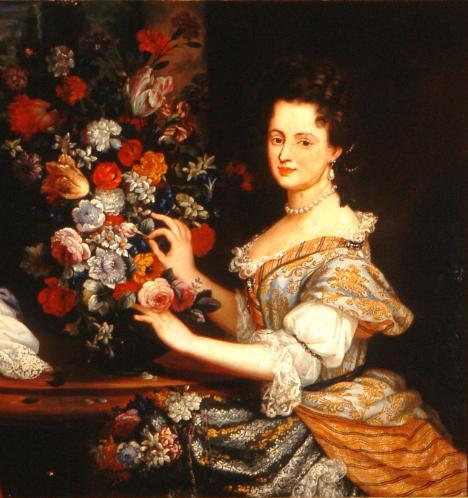
Anna Maria Franziska von Sachsen-Lauenburg (* 1672)

- 1672: Anna Maria Franziska, Prinzessin von Sachsen-Lauenburg, Pfalzgräfin von Neuburg und Großherzogin der Toskana
- 1681: Johann Christian von Hennicke, kursächsischer und polnischer Verwaltungsbeamter
- 1692: Joseph Highmore, britischer Maler

### 18. Jahrhundert
- 1702: Michał Kazimierz Radziwiłł, Großhetman von Litauen
- 1716: Albert Schulte, Bürgermeister von Hamburg
- 1723: Giovanni Antonio Scopoli, österreichischer Arzt und Naturforscher
- 1731: Martha Dandridge, First Lady der Vereinigten Staaten von Amerika

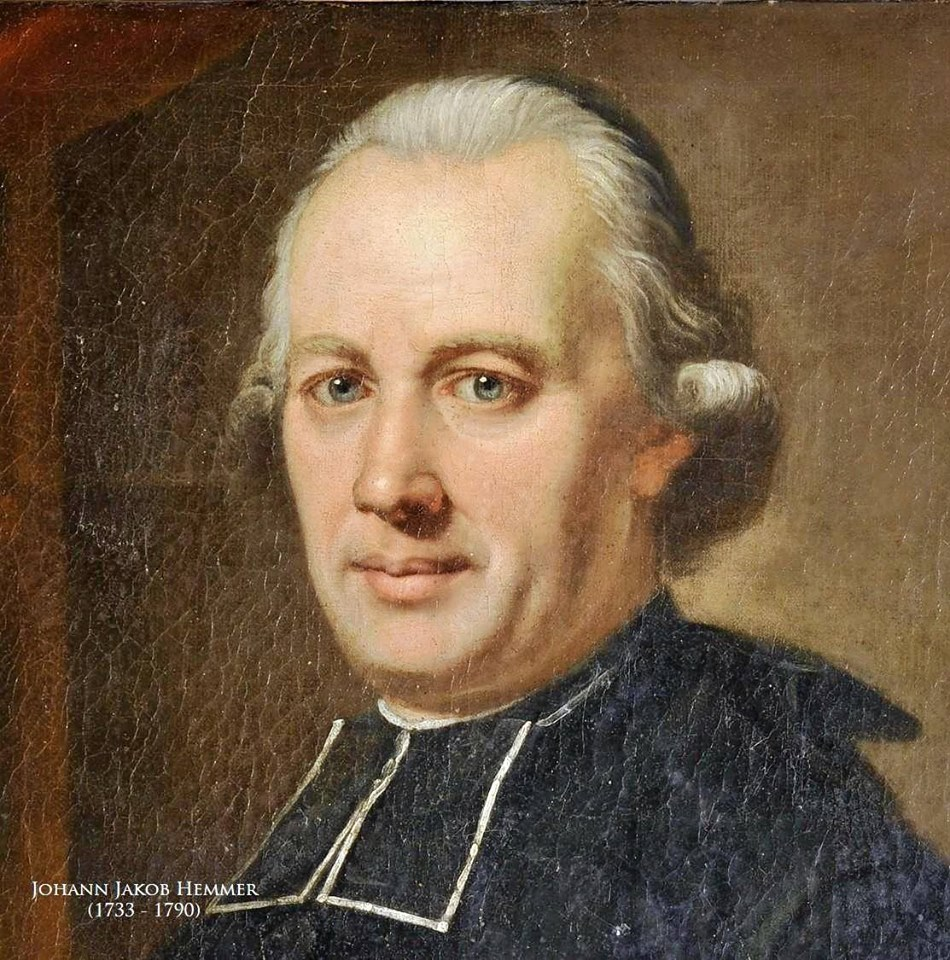
Johann Jakob Hemmer (* 1733)

- 1733: Johann Jakob Hemmer, deutscher Meteorologe, Physiker und Sprachforscher
- 1743: Francis Dana, US-amerikanischer Jurist und Politiker

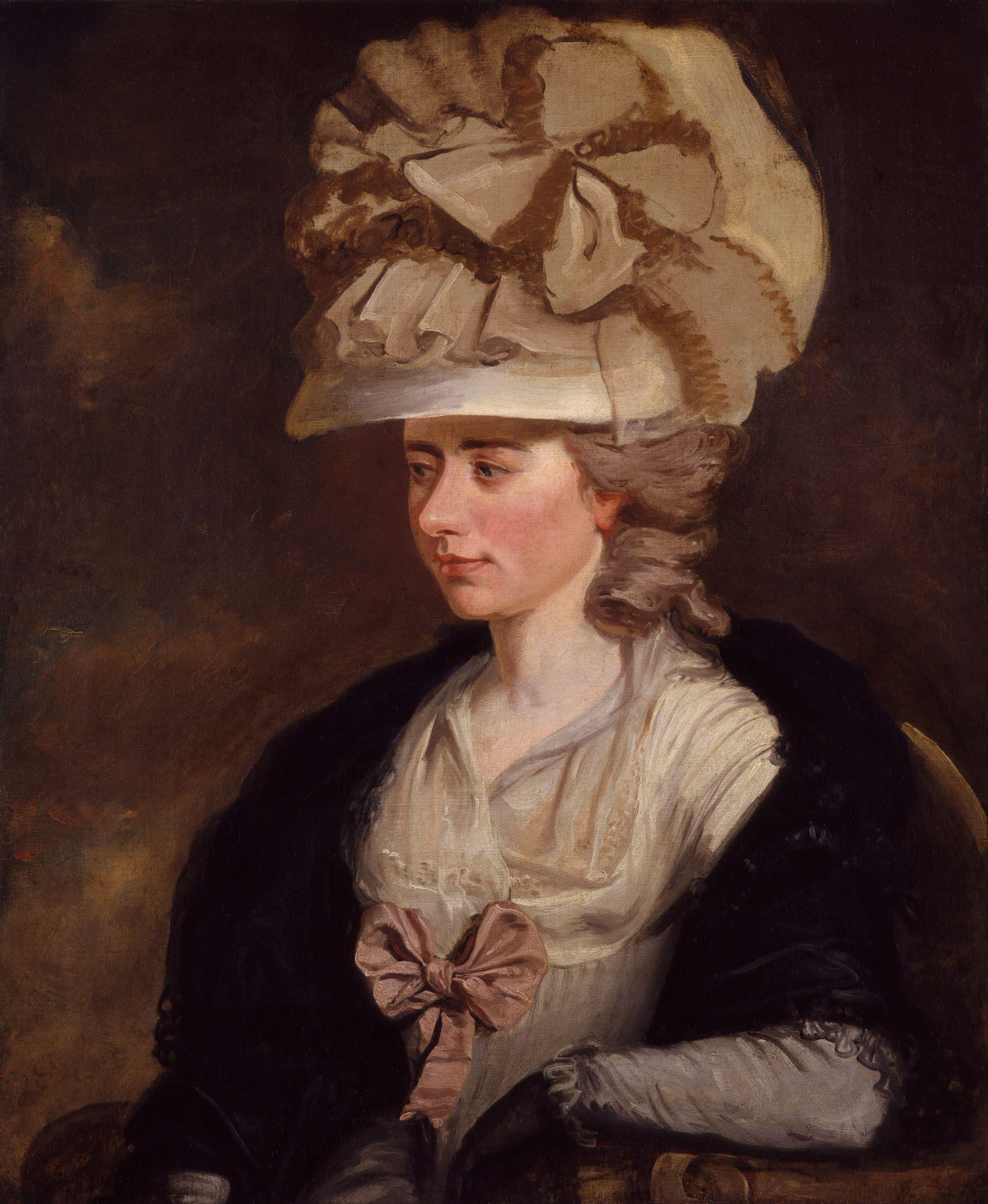
Fanny Burney (* 1752)

- 1752: Fanny Burney, britische Schriftstellerin
- 1754: Franz Xaver von Zach, deutsch-österreichischer Astronom, Geodät, Mathematiker und Offizier
- 1763: José Bonifácio de Andrada e Silva, brasilianischer Mineraloge und Staatsmann
- 1764: Gottfried Baumann, deutscher Landwirt und Politiker
- 1764: Erduin Julius Koch, deutscher Literaturhistoriker
- 1767: Josef Speckbacher, Tiroler Freiheitskämpfer
- 1768: Girolamo Amati, italienischer Philologe, Gräzist, Epigraphiker, Paläograph und Handschriftenkundler

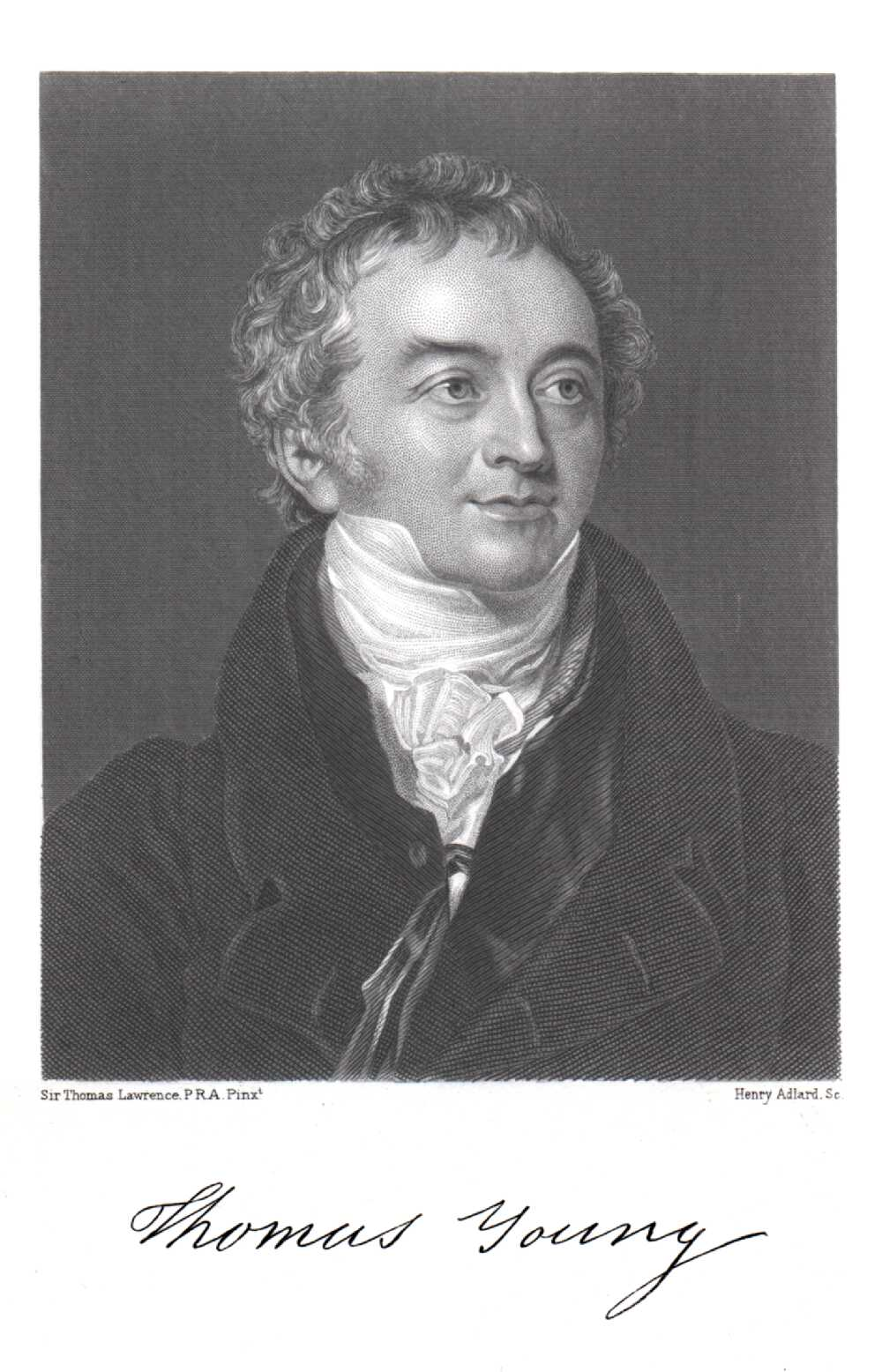
Thomas Young (* 1773)

- 1773: Thomas Young, britischer Physiker und Arzt
- 1775: Anton Radziwiłł, preußischer Politiker und Komponist
- 1779: Stephen Barlow, US-amerikanischer Politiker
- 1783: Virgil Fleischmann, österreichischer katholischer Geistlicher, Kirchenmusiker und Komponist
- 1786: Winfield Scott, US-amerikanischer Generalleutnant, General mit der längsten Dienstzeit in der US-Geschichte
- 1789: August Arnold, deutscher Geschichtsphilosoph und Staatswissenschaftler
- 1790: José Antonio Páez, General im venezolanischen Unabhängigkeitskampf und der erste Präsident Venezuelas
- 1795: Thomas Arnold, englischer Theologe und Pädagoge
- 1798: Christian Bähr, deutscher Altphilologe

### 19. Jahrhundert

#### 1801–1850
- 1802: Simon Karsten, niederländischer klassischer Philologe
- 1806: Bernard ter Haar, niederländischer reformierter Theologe, Kirchenhistoriker und Dichter
- 1808: Patrice de Mac-Mahon, französischer Militär und Präsident der Dritten Republik
- 1808: Johann von Schraudolph, deutscher Kirchen- und Historienmaler

Heinrich Hoffmann (* 1809)

- 1809: Heinrich Hoffmann, deutscher Psychiater, Lyriker und Kinderbuchautor (Struwwelpeter)
- 1809: Cristoforo Negri, italienischer Politiker und Schriftsteller
- 1812: Paolo Emiliani Giudici, italienischer Literaturhistoriker und -wissenschaftler
- 1817: Richard Lovell Edgeworth, britischer Aufklärer und Erfinder
- 1818ː Livia Frege, deutsche Sängerin
- 1818: August von Sachsen-Coburg und Gotha, königlich sächsischer Generalmajor
- 1820: Julius Faucher, deutscher Journalist, Freihändler und Manchester-Liberaler
- 1821: Albert de Broglie, französischer Historiker, Publizist und Staatsmann
- 1822: Carl Ernst Heinrich Schmidt, russischer Chemiker und Arzt
- 1829: Wilhelm Riedel, deutscher Tuchfabrikant und Wohltäter
- 1831: James Clerk Maxwell, britischer Physiker und Chemiker
- 1834: Albert Becker, deutscher Komponist
- 1836: Josef Budenz, deutscher Sprachwissenschaftler
- 1837: Henri Roehrich, Schweizer evangelischer Geistlicher und Hochschullehrer
- 1838: Wilhelm Reiß, deutscher Forschungsreisender und Vulkanologe
- 1840: Oskar Höcker, deutscher Schauspieler und Schriftsteller
- 1842ː Camilla Urso, französische Geigerin und Musikpädagogin
- 1843: Adolf Neuendorff, deutsch-US-amerikanischer Komponist und Pianist, Regisseur und Theaterintendant
- 1844: Ernst-Arved Senft, Schweizer evangelischer Geistlicher und Bischof der Evangelischen Brüder-Unität
- 1846: Frederic Woodman Root, US-amerikanischer Komponist und Musikpädagoge

#### 1851–1900

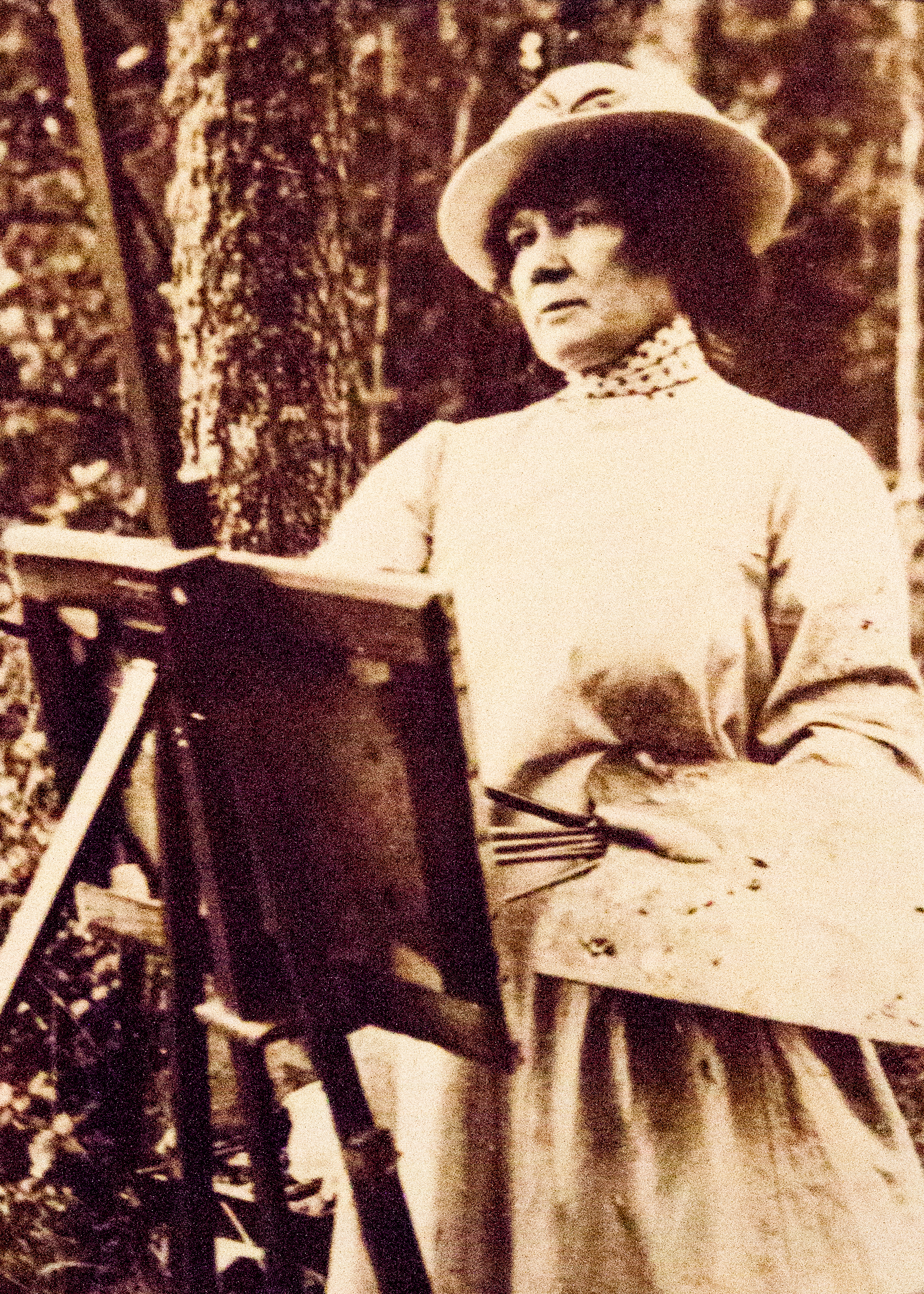
Jenny Nyström (* 1854)

- 1854: Jenny Nyström, schwedische Malerin
- 1854: Charles Parsons, britischer Ingenieur, Erfinder und Konstrukteur
- 1859: Howard MacNutt, US-amerikanischer Bahai und Jünger Abdu’l Bahas
- 1861: Johannes Angern, preußischer Generalmajor
- 1861: Jessie Lipscomb, britische Bildhauerin
- 1862: Jules Perréard, Schweizer Unternehmer und Politiker
- 1863: Friedrich Heine, deutscher Unternehmer
- 1863: Josef Venantius von Wöss, österreichischer Kirchenmusiker, Komponist und Verlagsredakteur
- 1864: Rudolf Kjellén, schwedischer Professor
- 1865: Karl Blossfeldt, deutscher Fotograf
- 1865: William Butler Yeats, irischer Dichter

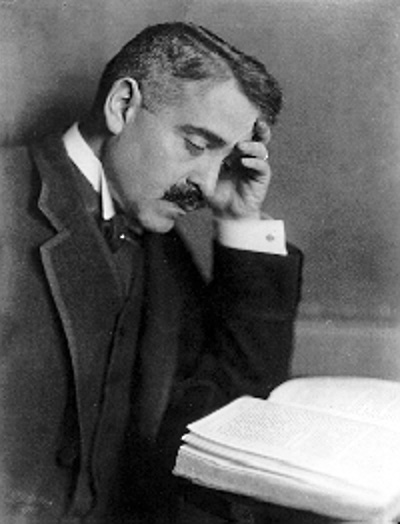
Aby Warburg (* 1866)

- 1866: Aby Warburg, deutscher Kunsthistoriker
- 1869: Ede Poldini, ungarischer Komponist
- 1870: Jules Bordet, belgischer Mediziner, Nobelpreisträger
- 1870: Antonius Mönch, deutscher Weihbischof
- 1872: Hans Erlwein, deutscher Baumeister
- 1872: Jan Szczepanik, polnischer Chemiker und Erfinder
- 1873: Jean Adair, kanadische Schauspielerin
- 1874: Leopoldo Lugones, argentinischer Dichter und Essayist
- 1875: Carl Immanuel Philipp Hesse, deutsch-baltischer Pastor, evangelischer Märtyrer in Estland
- 1875: Paul Neumann, österreichischer Schwimmer
- 1875: Max d’Ollone, französischer Komponist
- 1876: William Sealy Gosset, britischer Statistiker
- 1877: Udo Steinberg, deutscher Ingenieur, Sportler und Sportfunktionär

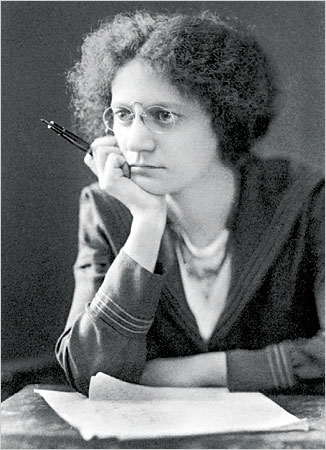
Mary Antin (* 1881)

- 1881: Mary Antin, US-amerikanische Autorin und Aktivistin
- 1884: Burrill Crohn, US-amerikanischer Arzt, Entdecker des Morbus Crohn
- 1884: Anton Drexler, deutscher Politiker, Mitgründer der Deutschen Arbeiterpartei (DAP) als Vorläufer der NSDAP
- 1884: Albin Grau, deutscher Filmproduzent, Graphiker und Autor
- 1887: André François-Poncet, französischer Diplomat

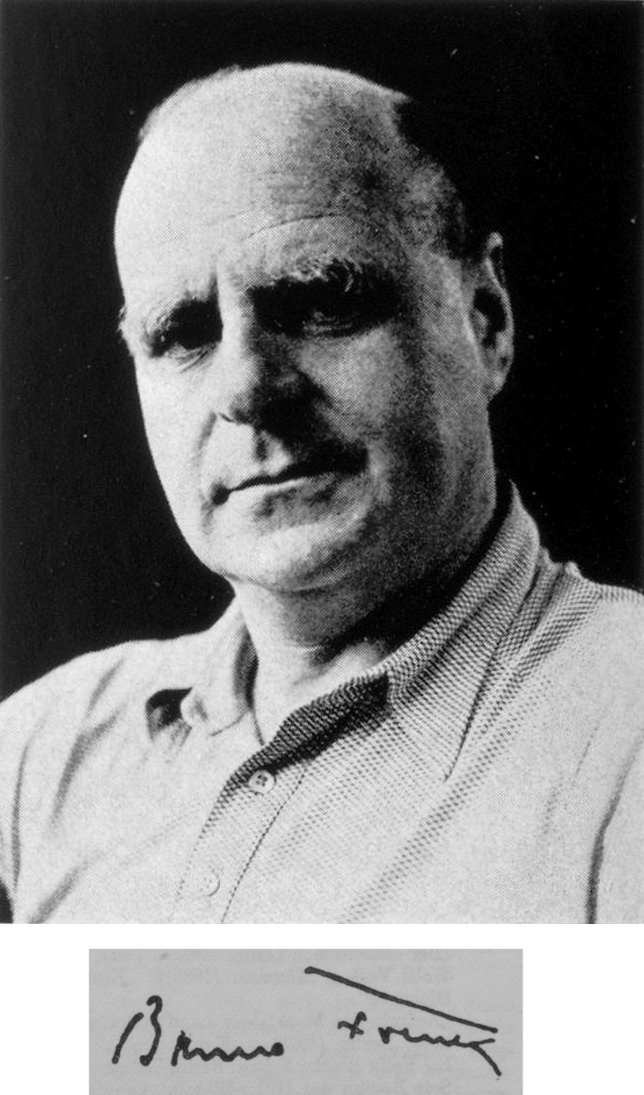
Bruno Frank (* 1887)

- 1887: Bruno Frank, deutscher Schriftsteller
- 1888: Fernando Pessoa, portugiesischer Dichter und Schriftsteller
- 1888: Elisabeth Schumann, deutsche Sängerin (Sopran)
- 1889ː Margit Frankau, österreichische Diakonisse und Opfer des Holocaust
- 1889: Gao Qifeng, chinesischer Maler
- 1891: Nell Craig, US-amerikanische Schauspielerin
- 1892: Johann Paulus Appler, deutscher Politiker
- 1892: Basil Rathbone, US-amerikanischer Schauspieler
- 1893: Dorothy L. Sayers, britische Schriftstellerin und Übersetzerin
- 1893: Reinhold Tiling, deutscher Ingenieur, Pilot und Raketenpionier
- 1894: Richard Döcker, deutscher Architekt
- 1894: Tay Garnett, US-amerikanischer Filmregisseur
- 1895: Antonio Mesa, dominikanischer Sänger

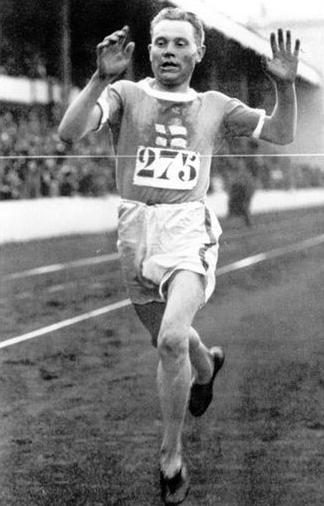
Paavo Nurmi (* 1897)

- 1897: Paavo Nurmi, finnischer Läufer, Olympiasieger
- 1899: Axel Bakunts, armenischer Schriftsteller, Übersetzer und Drehbuchautor
- 1899: Carlos Chávez Ramírez, mexikanischer Komponist und Musikpädagoge
- 1899: Anton Slodnjak, slowenischer Schriftsteller, Herausgeber, Literaturwissenschaftler und -historiker
- 1900: Měrćin Nowak-Njechorński, sorbischer Maler, Publizist und Schriftsteller
- 1900: William Sharp, US-amerikanischer Grafiker, Zeichner, Buchillustrator und Karikaturist deutscher Herkunft

### 20. Jahrhundert

#### 1901–1925
- 1901: Emil Belzner, deutscher Journalist und Schriftsteller
- 1901: Tage Erlander, schwedischer Premierminister
- 1901: Paul Fässler, Schweizer Fußballspieler
- 1902: Anna Maria Simundt, deutsche Theaterschauspielerin, Rezitatorin, Sprechpädagogin und Schriftstellerin
- 1903: Elisabeth Augustin, deutsch-niederländische Schriftstellerin

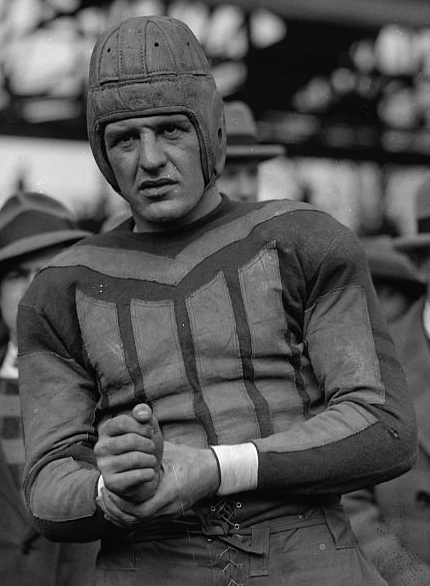
Red Grange (* 1903)

- 1903: Red Grange, US-amerikanischer American-Football-Spieler
- 1903: Filip Kutew, bulgarischer Komponist und Dirigent
- 1903: Anton Kutter, deutscher Regisseur und Konstrukteur eines Spiegelteleskops
- 1904: Hermann Stoll, deutscher Geologe und Prähistoriker
- 1905: František Bartoš, tschechischer Komponist
- 1905: Doc Cheatham, US-amerikanischer Musiker
- 1906: Karl Friedemann, deutscher Widerstandskämpfer und Arbeiterfunktionär
- 1908: L. B. Abbott, US-amerikanischer Kameramann und Spezialeffektkünstler
- 1908: Nino Pirrotta, italienischer Musikwissenschaftler und -pädagoge
- 1909: Wilhelmine Corinth, deutsch-amerikanische Schauspielerin und Autorin
- 1909: Vladimír Neff, tschechischer Schriftsteller, Übersetzer und Drehbuchautor
- 1910: Gonzalo Torrente Ballester, spanischer Schriftsteller
- 1910: Mary Wickes, US-amerikanische Schauspielerin

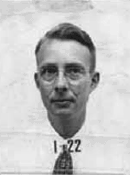
Luis Alvarez (* 1911)

- 1911: Luis Walter Alvarez, US-amerikanischer Physiker, Nobelpreisträger
- 1912: Theophil Rothenberg, deutscher Kirchenmusiker, Lektor und Dozent
- 1912: Hector de Saint-Denys Garneau, kanadischer Lyriker und Essayist
- 1913: Humberto Mariles Cortés, mexikanischer Oberst, Spring- und Vielseitigkeitsreiter
- 1913: Friedrich Huber, österreichischer Unternehmer und Automobilrennfahrer
- 1914: Anna Maria Ortese, italienische Schriftstellerin
- 1916: Helmut Zahn, deutscher Chemiker
- 1917: Augusto Roa Bastos, paraguayischer Schriftsteller
- 1918: Helmut Lent, deutscher Pilot im Zweiten Weltkrieg
- 1919ː Margaretha Rothe, deutsche Widerstandskämpferin
- 1920: Fritz Barzilauskas, US-amerikanischer American-Football-Spieler
- 1920: Walter Ernsting, deutscher Science-Fiction-Schriftsteller
- 1920: Eiji Okada, japanischer Schauspieler
- 1922: Vittorio Marzotto, italienischer Automobilrennfahrer

#### 1926–1950
- 1927: Slim Dusty, australischer Sänger und Songwriter
- 1927: Klaus Höhne, deutscher Schauspieler und Synchronsprecher
- 1927: Attila Zoller, ungarischer Jazzgitarrist
- 1928: Giacomo Biffi, italienischer Geistlicher, emeritierter Erzbischof von Bologna und Kardinal
- 1928: Renée Morisset, kanadische Pianistin

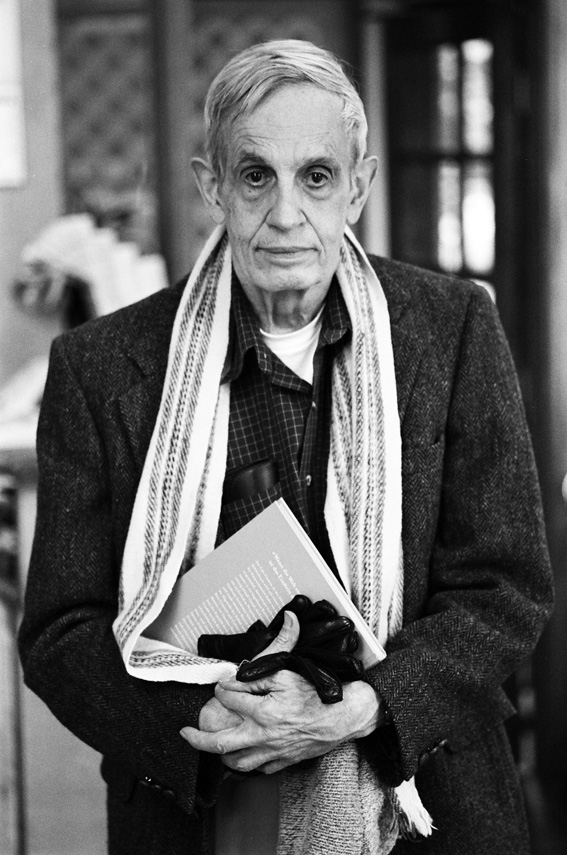
John Forbes Nash Jr. (* 1928)

- 1928: John Forbes Nash Jr., US-amerikanischer Mathematiker, Nobelpreisträger
- 1929: Alan Civil, britischer Hornist und Musiklehrer
- 1929: Alan McCleery, kanadischer Kanute
- 1929: Rob Slotemaker, niederländischer Automobilrennfahrer
- 1930: Pier Nicola Attorese, italienischer Ruderer
- 1930: Armando Hart, kubanischer Revolutionär und Politiker
- 1930: Andrzej Mularczyk, polnischer Schriftsteller, Drehbuch- und Hörspielautor
- 1931: Georges Arvanitas, französischer Jazz-Pianist und Hammond-Orgel-Spieler
- 1931: Ingeborg Krabbe, deutsche Schauspielerin und Kabarettistin
- 1931: Irvin D. Yalom, US-amerikanischer Psychoanalytiker, Psychotherapeut, Psychiater und Schriftsteller
- 1932: Paul Arenkens, deutscher Schauspieler und Sänger
- 1932: Holger Vistisen, dänischer Schauspieler
- 1933: Karl-Heinz Ahlheim, deutscher Schachkomponist
- 1933: Peter Bickhardt, deutscher evangelischer Pfarrer, Vertreter der kirchlichen Oppositionsbewegung in der DDR
- 1933: Gerd Boder, deutscher Komponist
- 1933: Mindaugas Maksimaitis, litauischer Rechtshistoriker
- 1933: Ottó Prouza, ungarischer Volleyballspieler
- 1934: Witalij Hubarenko, ukrainischer Komponist
- 1934: Gerhard Stuby, deutscher Rechtswissenschaftler

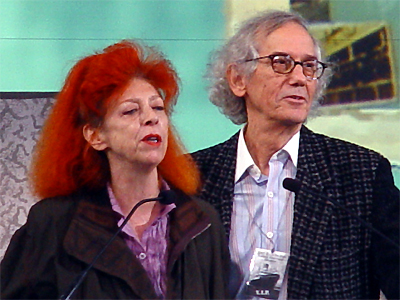
Christo und Jeanne-Claude (* 1935)

- 1935: Christo, US-amerikanischer Künstler
- 1935: Jeanne-Claude, US-amerikanische Künstlerin
- 1935: Enzo Robotti, italienischer Fußballspieler und -trainer
- 1935: Samak Sundaravej, thailändischer Ministerpräsident
- 1936: Christian Meyer-Oldenburg, deutschsprachiger Science-Fiction-Autor
- 1936: Helena Růžičková, tschechische Schauspielerin
- 1937: Volker Ludwig, deutscher Dramatiker
- 1937: Raj Reddy, indisch-US-amerikanischer Informatiker
- 1937: Erich Ribbeck, deutscher Fußballspieler und -trainer
- 1937: Hans Vultink, niederländischer Karambolagespieler, Welt- und Europameister
- 1938: Utz Aichinger, deutscher Hockeyspieler
- 1939: Tom Cheek, US-amerikanischer Radiosprecher für Baseballspiele
- 1939: Siegfried Fischbacher, deutscher Trickkünstler (Siegfried und Roy)
- 1939: Abukari Gariba, ghanaischer Fußballspieler
- 1939: Karl Frehsner, österreichischer Alpinskitrainer und Sportmanager
- 1940: Hans-Dieter Dechent, deutscher Unternehmer, Rennstallbesitzer und Automobilrennfahrer

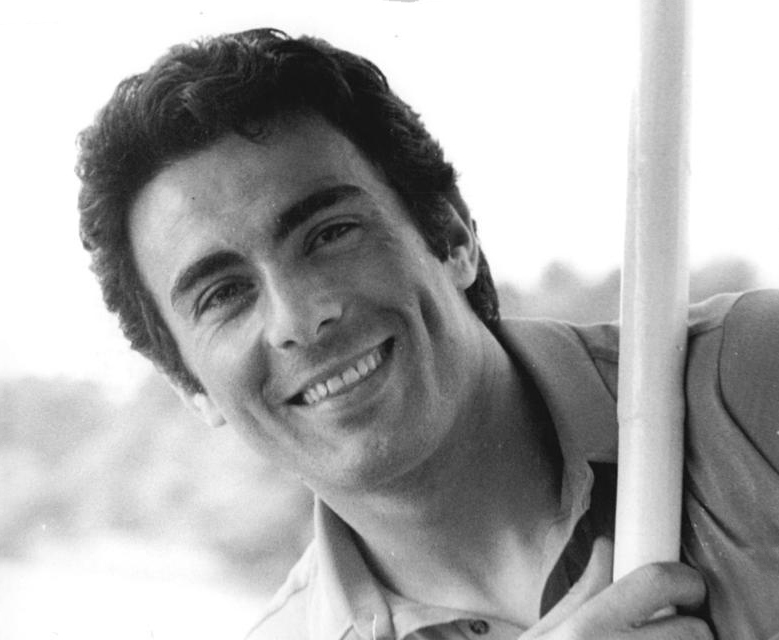
Gojko Mitić (* 1940)

- 1940: Gojko Mitić, serbischer Schauspieler und Regisseur
- 1941: Esther Ofarim, israelische Schauspielerin und Sängerin
- 1941: Grazia Salvatori, italienische Komponistin und Organistin
- 1942: Abdulsalami Abubakar, Staatspräsident von Nigeria
- 1942: Viktor Suslin, russischer Komponist
- 1943: Emilio Ambasz, US-amerikanischer Industriedesigner und Architekt
- 1943: Karla Chadimová, US-amerikanisch-tschechische Schauspielerin
- 1943: Ludwig Güttler, deutscher Trompeten-Virtuose
- 1943: Malcolm McDowell, britischer Schauspieler

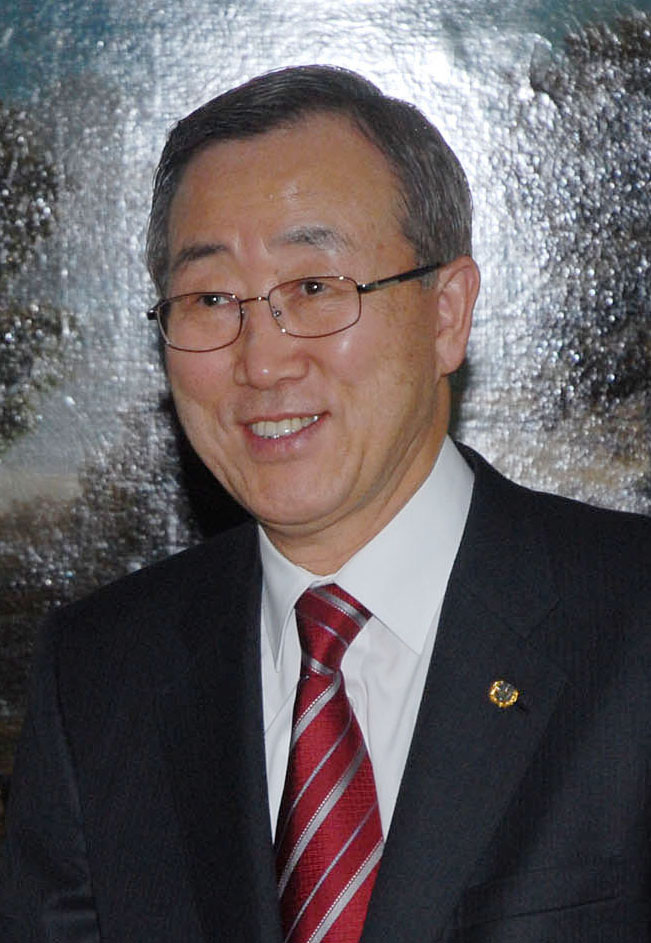
Ban Ki-moon (* 1944)

- 1944: Ban Ki-moon, südkoreanischer Diplomat und Politiker, Generalsekretär der Vereinten Nationen
- 1944: Edelgard Wendorf, deutsche Handballtrainerin und Handballtorhüterin
- 1945: Heide Narnhofer, österreichische Physikerin
- 1945: William Matthew Wand Addison, 4. Viscount Addison
- 1946: Julia Annas, US-amerikanische Philosophin und Philosophiehistorikerin
- 1947: Regina Beyer, deutsche Schauspielerin
- 1947: Alan G. Lafley, US-amerikanischer Manager
- 1947: Jerrold Nadler, US-amerikanischer Politiker
- 1948: Garnet Bailey, kanadischer Eishockeyspieler, -trainer und -scout
- 1948: Hans Kaufmann, Schweizer Politiker
- 1948: Claudia Storz, Schweizer Schriftstellerin
- 1949: Simon Callow, britischer Schauspieler

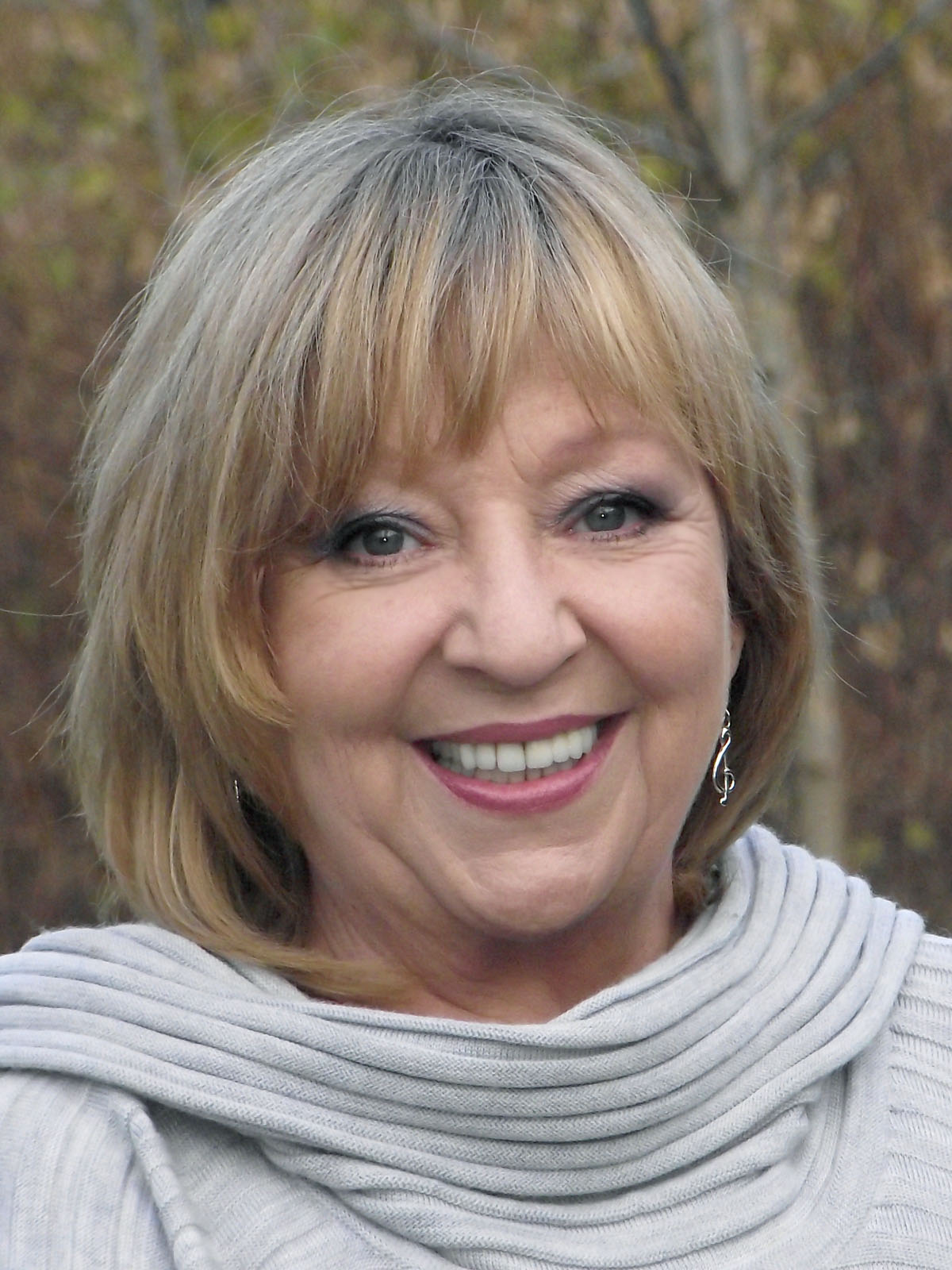
Angelika Mann (* 1949)

- 1949: Angelika Mann, deutsche Sängerin und Schauspielerin

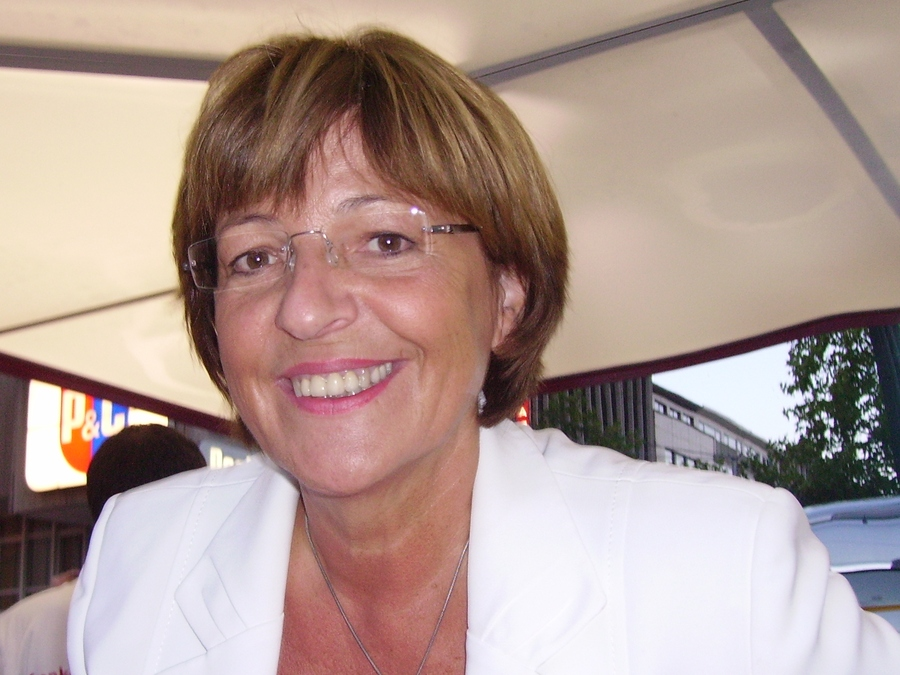
Ulla Schmidt (* 1949)

- 1949: Ulla Schmidt, deutsche Politikerin, MdB, Bundesministerin
- 1950: Nick Brown, britischer Minister
- 1950: Gerd Zewe, deutscher Fußballspieler

#### 1951–1975
- 1951: Janusz Lewandowski, polnischer Wirtschaftswissenschaftler und liberaler Politiker, EU-Haushaltskommissar
- 1951: Stellan Skarsgård, schwedischer Schauspieler
- 1951: Richard Thomas, US-amerikanischer Schauspieler
- 1952: Jonathan Feldman, US-amerikanischer Pianist und Musikpädagoge
- 1952: Sonja Gerstner, deutsche Malerin und Schriftstellerin
- 1952: Wilfried Kowarik, österreichischer Benediktiner und Historiker

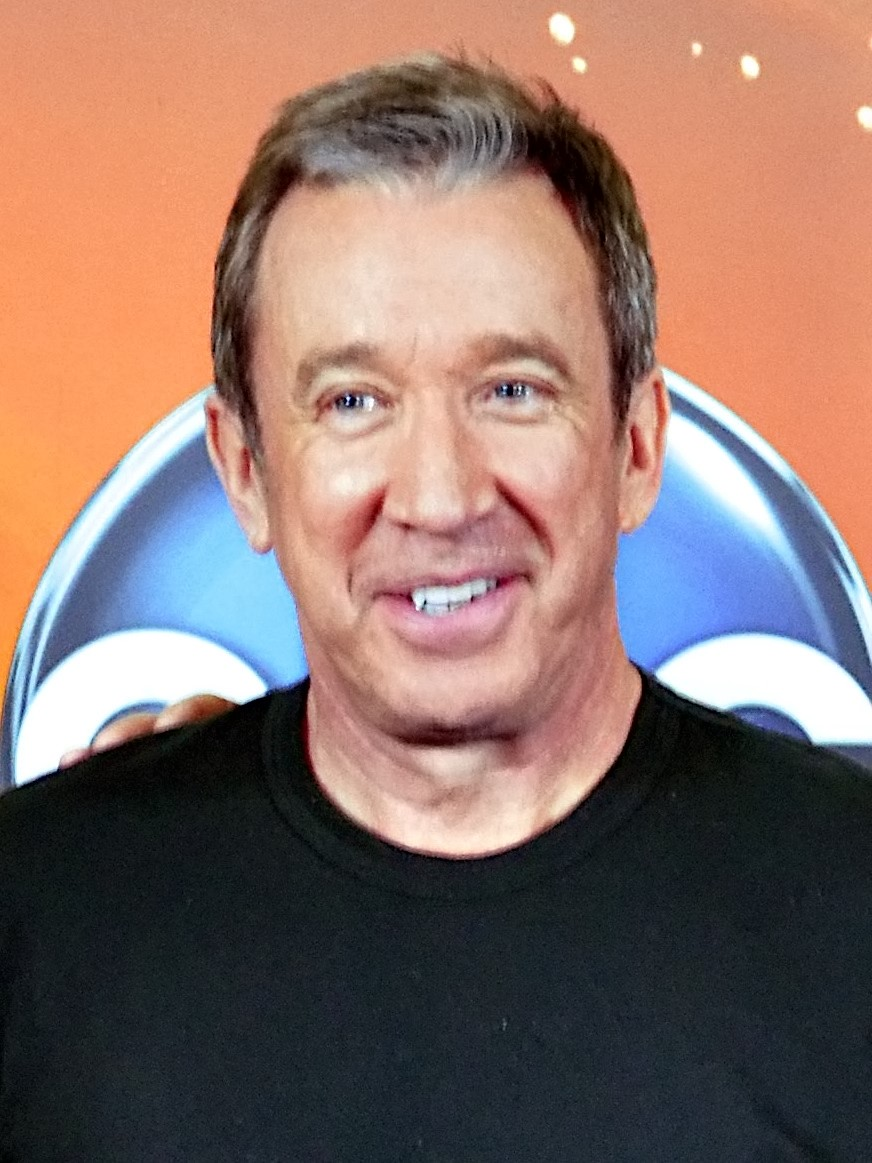
Tim Allen (* 1953)

- 1953: Tim Allen, US-amerikanischer Schauspieler
- 1953: Michael Augustin, deutscher Schriftsteller und Journalist
- 1953: Georges Didi-Huberman, französischer Kunsthistoriker und Philosoph
- 1954: Heiner Koch, deutscher Bischof
- 1954: Andrzej Lepper, polnischer Politiker
- 1954: Gerhard Möller, deutscher Eishockeyspieler
- 1954: Birgit Recki, deutsche Philosophin
- 1956: Katharina Boele-Woelki, deutsche Rechtswissenschaftlerin
- 1956: Hans Grunder, Schweizer Politiker
- 1957: Michał Bajor, polnischer Sänger und Schauspieler
- 1957: Rolf Brendel, deutscher Musiker
- 1959: Bojko Borissow, bulgarischer Ministerpräsident
- 1959: Mike Smith, US-amerikanischer American-Football-Trainer
- 1960: Ezio Gianola, italienischer Motorradrennfahrer

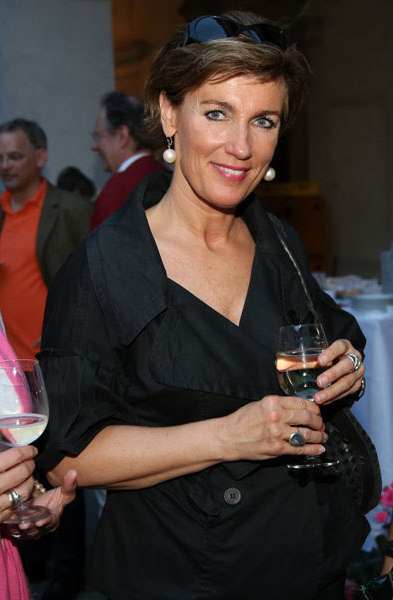
Doris Appel (* 1961)

- 1961: Doris Appel, österreichische Journalistin und Fernsehmoderatorin
- 1962: Davey Hamilton, US-amerikanischer Automobilrennfahrer
- 1962: Cezary Pazura, polnischer Schauspieler
- 1962: Ally Sheedy, US-amerikanische Schauspielerin

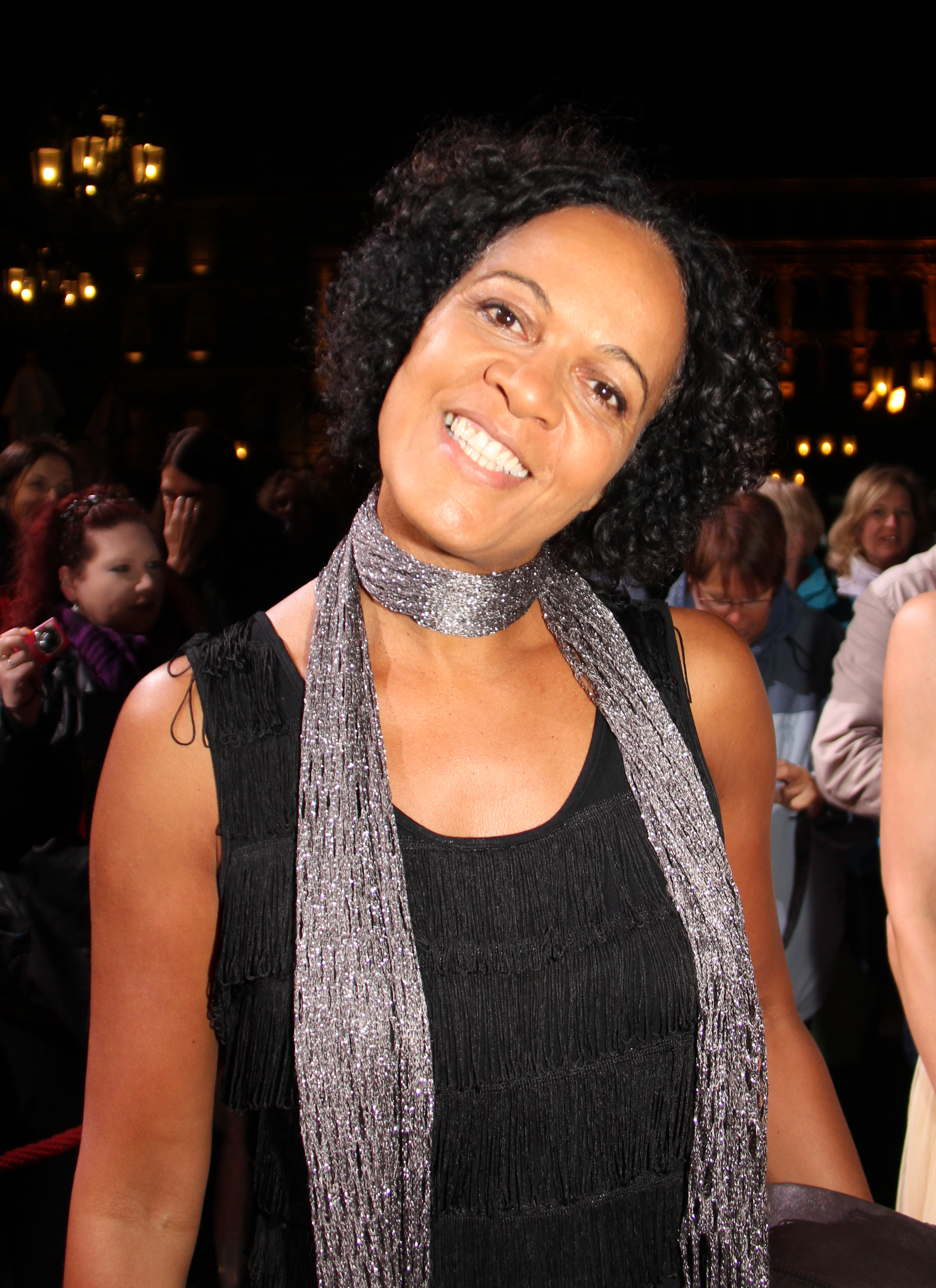
Mo Asumang (* 1963)

- 1963: Mo Asumang, deutsche Schauspielerin und Fernsehmoderatorin
- 1963: Nigel Atherfold, neuseeländischer Ruderer
- 1963: Bettina Bunge, deutsche Tennisspielerin
- 1963: Anne Groß, deutsche Verwaltungsrichterin und Gerichtspräsidentin
- 1963: Joseph Heiß, deutscher Eishockeyspieler
- 1963: Jos Luhukay, niederländischer Fußballspieler
- 1963: Félix Tshisekedi, kongolesischer Politiker
- 1963: Markus Zohner, Schweizer Theaterschauspieler und -regisseur
- 1964: Marsieh Afcham, iranische Diplomatin
- 1964: Robert Burdy, deutscher Moderator, Fernsehjournalist, Executive Coach und Autor
- 1964: Kathy Burke, britische Schauspielerin
- 1964: Mohammed Ali Hamadi, libanesischer Terrorist
- 1964: Ciarán Lynch, irischer Politiker
- 1964: Šarūnas Marčiulionis, litauischer Basketballspieler
- 1964: Safruddin Mawi, indonesischer Bogenschütze
- 1964: Bettina Reimann, deutsche Journalistin und Regionalautorin
- 1964: Tobias Scheffel, deutscher Übersetzer
- 1964: Artur Talvik, estnischer Politiker, Filmproduzent und Drehbuchschreiber
- 1964: Eva Wunsch-Weber, deutsche Bankmanagerin
- 1965: Michael Klemm, deutscher Handballspieler
- 1965: Lukas Ligeti, österreichischer Komponist und Schlagzeuger

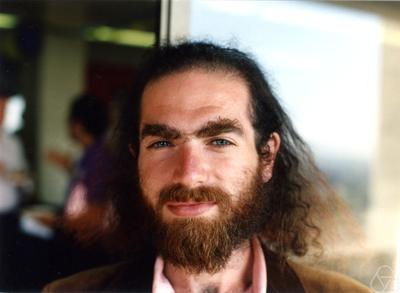
Grigori Perelman (* 1966)

- 1966: Grigori Jakowlewitsch Perelman, russischer Mathematiker
- 1966: Annette Widmann-Mauz, deutsche Politikerin, MdB
- 1967: Taşkın Aksoy, türkischer Fußballspieler und -trainer
- 1967: Patrick Moster, deutscher Radrennfahrer, Radsportfunktionär und -trainer
- 1968: Fabio Baldato, italienischer Radrennfahrer
- 1968: David Gray, britischer Musiker
- 1969: Virginie Despentes, französische Schriftstellerin, Regisseurin und Feministin
- 1969: Swetlana Wladimirowna Kriweljowa, russische Leichtathletin, Olympiasiegerin
- 1970: Rivers Cuomo, US-amerikanischer Sänger, Gitarrist und Songschreiber
- 1970: Mikael Ljungberg, schwedischer Ringer, Olympiasieger
- 1971: David Mendenhall, US-amerikanischer Kinderschauspieler und Synchronsprecher
- 1972: Meelis Aasmäe, estnischer Skilangläufer, Skilanglauf- und Biathlontrainer
- 1972: Silke Eberhard, deutsche Jazzmusikerin und Komponistin
- 1973: Saïd Ennjimi, französisch-marokkanischer Fußballschiedsrichter
- 1973: Michelle Ferre, französisch-japanische Schauspielerin
- 1973: Kasia Kowalska, polnische Sängerin
- 1974ː Anastasia Biefang, erste offen transgeschlechtliche Bataillonskommandeurin der deutschen Streitkräfte
- 1974: Ophélie Gaillard, französische Cellistin
- 1974: Steve-O, US-amerikanischer Aktionskünstler
- 1975: Ante Covic, australischer Fußballtorhüter
- 1975: Johannes Grenzfurthner, österreichischer Künstler, Autor, Kurator
- 1975: Stefan Hübner, deutscher Volleyballspieler und -trainer

#### 1976–2000
- 1976: Vivi Andreasen, färöische Fußballspielerin
- 1976: Tobias Wimbauer, deutscher Publizist und Antiquar
- 1976: Marc Ziegler, deutscher Fußballtorwart
- 1977: Peter Jakober, österreichischer Komponist
- 1977: Rainer Schönfelder, österreichischer Skirennläufer

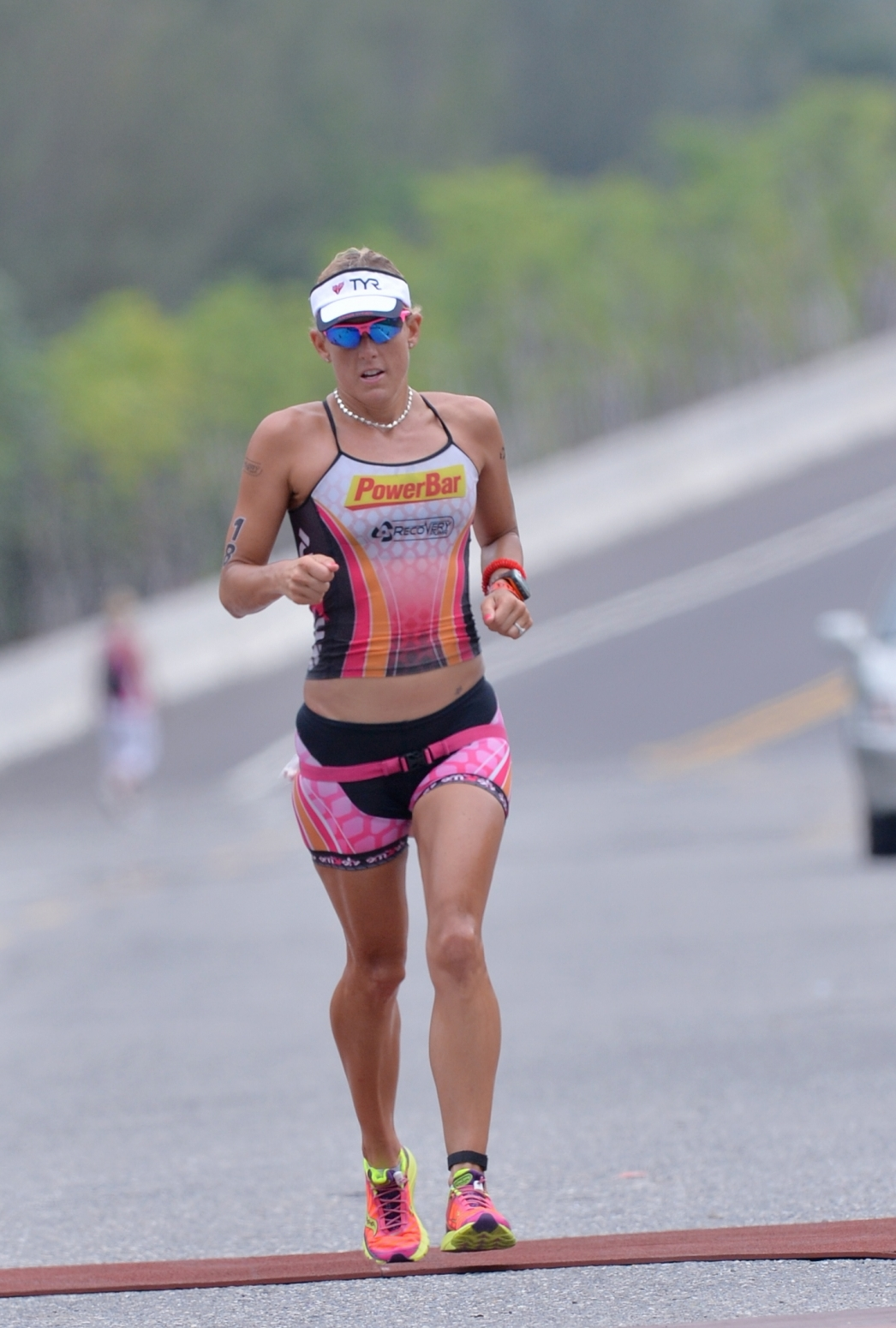
Hillary Biscay (* 1978)

- 1978: Hillary Biscay, US-amerikanische Triathletin
- 1978: Hilde Dalik, österreichische Schauspielerin
- 1978: Mathis Künzler, Schweizer Schauspieler
- 1978: Richard Kingson, ghanaischer Fußballspieler
- 1978: Alex Schmidt, deutsche Regisseurin und Drehbuchautorin
- 1978: Antônio da Silva, brasilianischer Fußballspieler
- 1979: Esther Jackie Anderson, australische Schauspielerin und Model
- 1979: Annegret Schenkel, deutsche Quizspielerin, Lektorin und Korrektorin

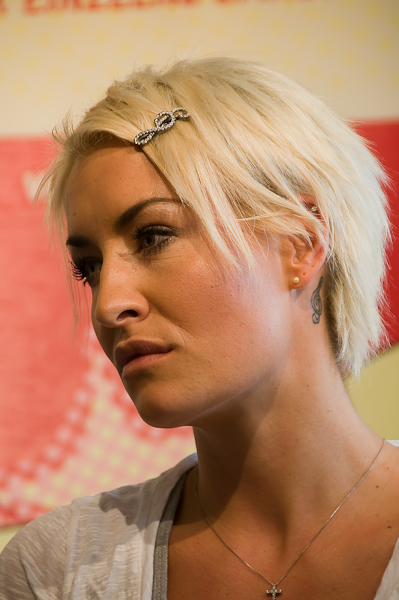
Sarah Connor (* 1980)

- 1980: Sarah Connor, deutsche Sängerin
- 1980: Benny Greb, deutscher Schlagzeuger und Komponist
- 1980: Christopher Kas, deutscher Tennisspieler
- 1980: Florent Malouda, französischer Fußballspieler
- 1980: Markus Winkelhock, deutscher Automobilrennfahrer
- 1981: Jérémy Bury, französischer Karambolagespieler
- 1981: Julischka Eichel, deutsche Schauspielerin
- 1981: Chris Evans, US-amerikanischer Schauspieler
- 1981: Pheline Roggan, deutsche Schauspielerin
- 1982: Kenenisa Bekele, äthiopischer Langstreckenläufer
- 1982: Nicole Galloway, US-amerikanische Politikerin
- 1983: Jana Dukátová, slowakische Kanutin

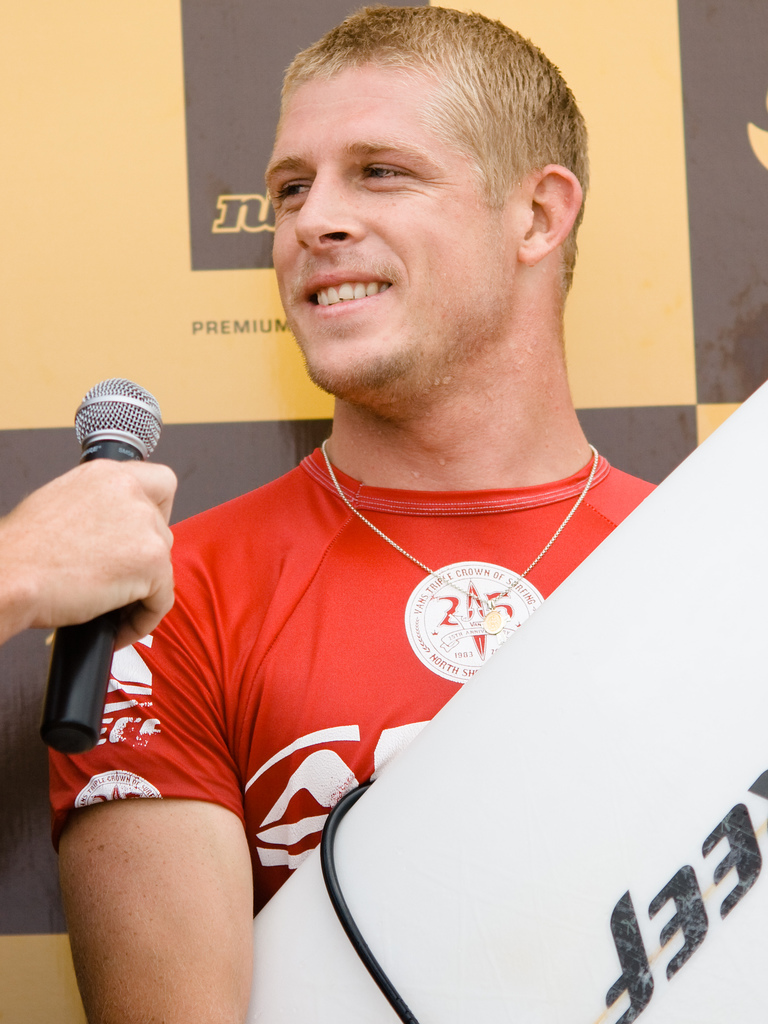
Mick Fanning (* 1983)

- 1983: Mick Fanning, australischer Profisurfer
- 1983: Rebeca Linares, spanische Pornodarstellerin
- 1985: Filipe Albuquerque, portugiesischer Automobilrennfahrer
- 1985: Ida Alstad, norwegische Handballspielerin
- 1986: Stefanie Anthes, deutsche Wasserspringerin
- 1986: DJ Snake, französischer DJ und Musikproduzent
- 1986: Akihiro Ienaga, japanischer Fußballspieler

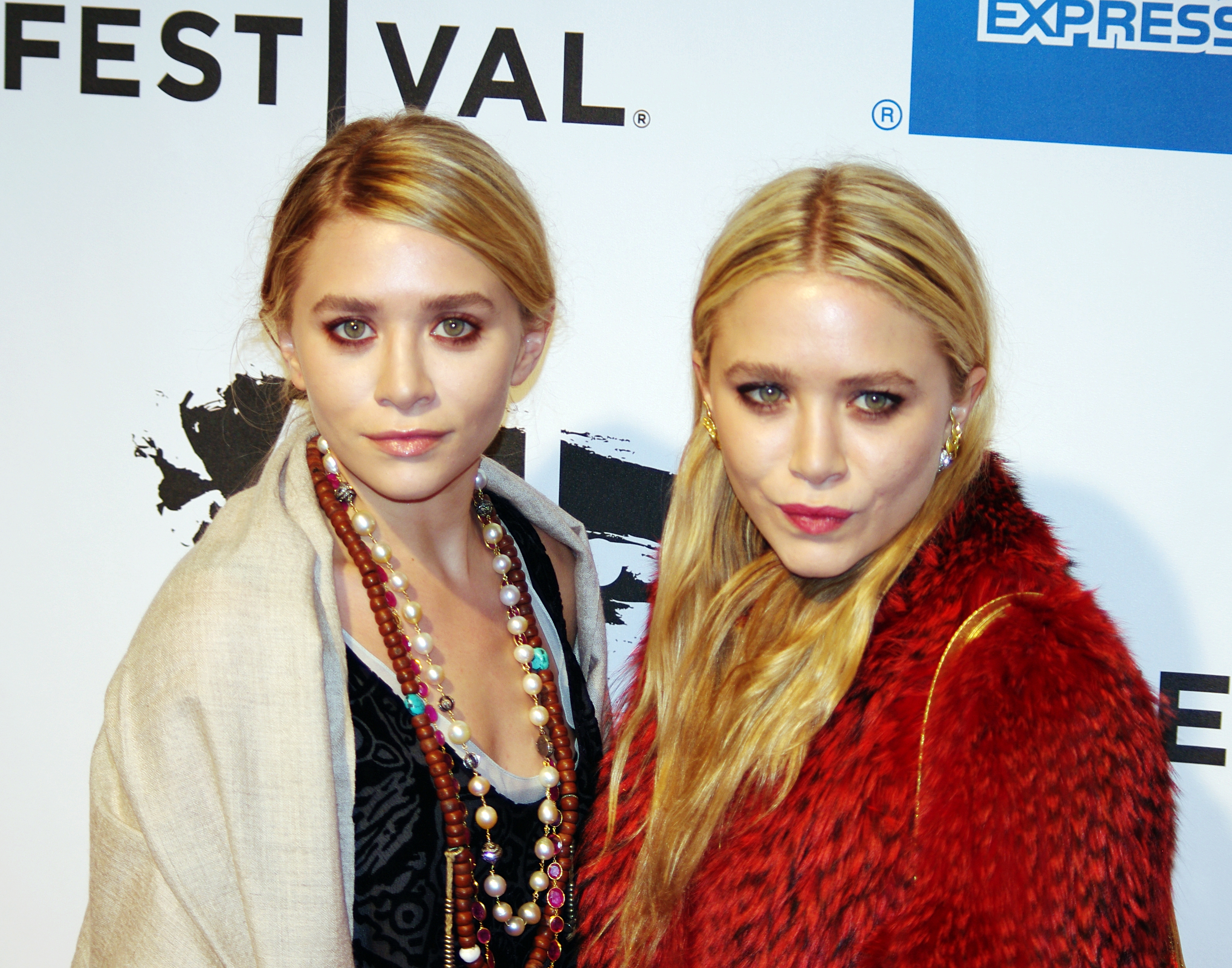
Ashley und Mary-Kate Olsen (* 1986)

- 1986: Mary-Kate und Ashley Olsen, US-amerikanische Schauspielerinnen
- 1986: Kat Dennings, US-amerikanische Schauspielerin
- 1989: Javad Akbari, iranischer Grasskiläufer
- 1989: James Calado, britischer Automobilrennfahrer
- 1989: Florian von Gruchalla, deutscher Handballspieler
- 1989: Ryan McDonagh, US-amerikanischer Eishockeyspieler
- 1989: Stephanie Roche, irische Fußballspielerin
- 1989: Andreas Sander, deutscher Skirennläufer
- 1989: Dino Wieser, Schweizer Eishockeyspieler
- 1990: Christos Arkoudas, griechischer Fußballspieler

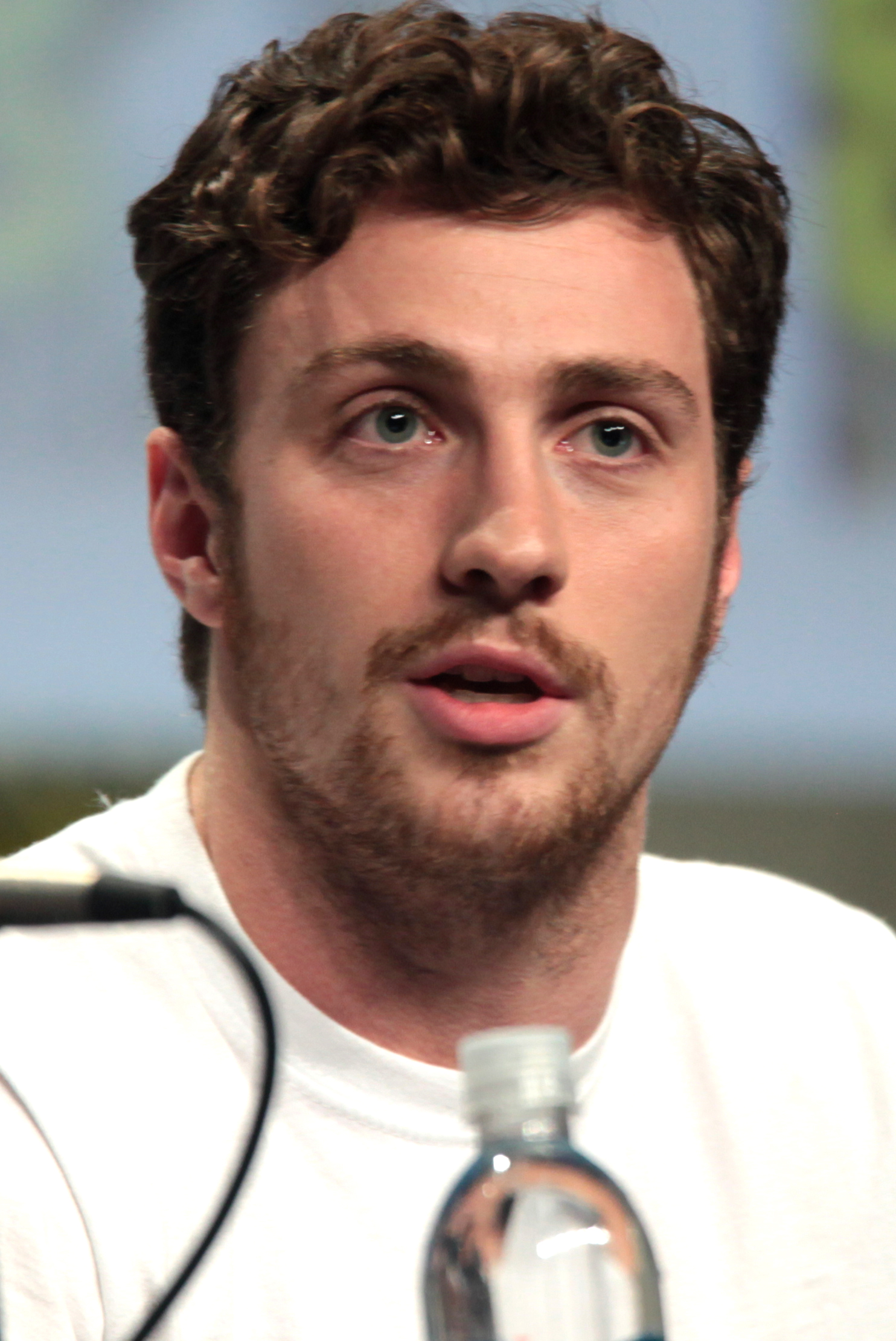
Aaron Taylor-Johnson (* 1990)

- 1990: Aaron Taylor-Johnson, britischer Schauspieler
- 1991: Stefany Hernández, venezolanische BMX-Fahrerin
- 1991: Luisa Liebtrau, deutsche Schauspielerin
- 1993: Simona Senoner, italienische Skispringerin
- 1993: Max Walscheid, deutscher Radrennfahrer
- 1994: Franziska Bröckl, deutsche Fußballspielerin
- 1996: Kingsley Coman, französischer Fußballspieler
- 1996: Kodi Smit-McPhee, australischer Schauspieler
- 1997: Yuta Watanabe, japanischer Badmintonspieler
- 1998: Alessandra Montesano, italienische Ruderin
- 1999: Nathaniel Atkinson, australischer Fußballspieler
- 1999: Émilien Claude, französischer Biathlet
- 1999: Fabio Scherer, Schweizer Automobilrennfahrer
- 1999: Fred Wright, britischer Radrennfahrer

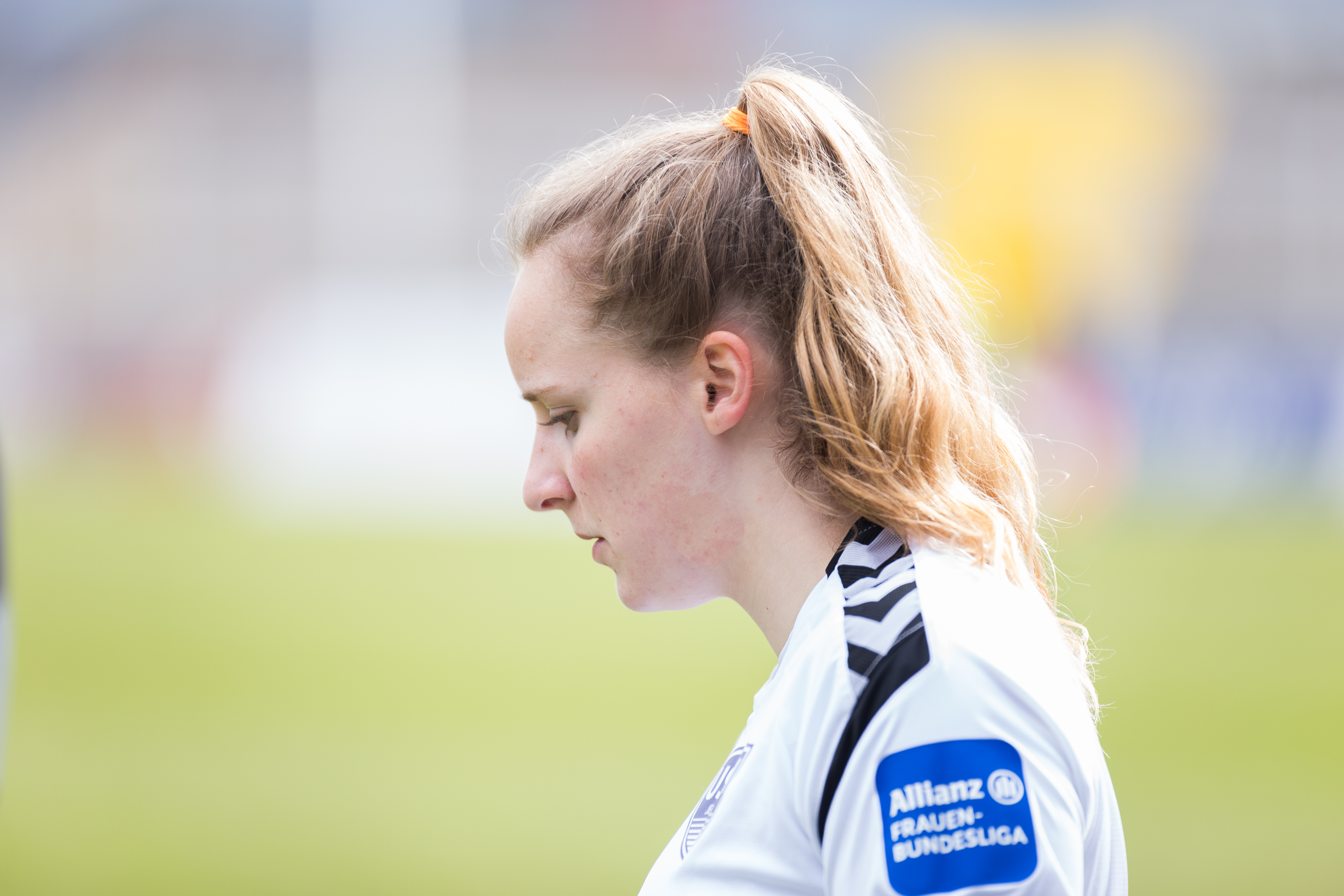
Anna Lena Riedel (* 2000)

- 2000: Anna Lena Riedel, deutsche Fußballspielerin

### 21. Jahrhundert
- 2001: Maria Luisa Grohs, deutsche Fußballtorhüterin
- 2002: Annika Belshaw, US-amerikanische Skispringerin
- 2002: Nikita Starostin, russisch-deutscher Eiskunstläufer
- 2003: Britt Weerman, niederländische Hochspringerin

## Gestorben

### Vor dem 18. Jahrhundert
- 0088: Anaklet, römischer Bischof von Rom
- 0220: Xiahou Dun, chinesischer General
- 0872: Grimald von Weißenburg, Abt mehrerer Klöster, Erzkaplan und Kanzler des ostfränkischen Reiches
- 1036: Az-Zāhir li-iʿzāz dīn Allāh, fatimidenischer Kalif
- 1142: Gottfried II., Graf von Löwen, Landgraf von Brabant, Herzog von Niederlothringen und Markgraf von Antwerpen
- 1149: Gumpert, Abt des Benediktinerklosters in Münsterschwarzach
- 1231: Antonius von Padua, portugiesisch-italienischer Franziskaner
- 1250: Donnchadh, Earl of Carrick, schottischer Adeliger
- 1308: Erland von den Färöern, Bischof in Kirkjubøur
- 1317: Jacques de Via, Kardinal der Römischen Kirche
- 1318: Elisabeth von Bussnang, Äbtissin im Damenstift Säckingen
- 1348: Don Juan Manuel, kastilischer Staatsmann und Schriftsteller
- 1394: Wartislaw VI., Herzog von Barth und Wolgast
- 1408: Heinrich Toppler, Bürgermeister von Rothenburg ob der Tauber
- 1410: Bolko III., Herzog von Münsterberg
- 1432: Uko Fockena, ostfriesischer Häuptling des Moormerlandes und des Emsigerlandes

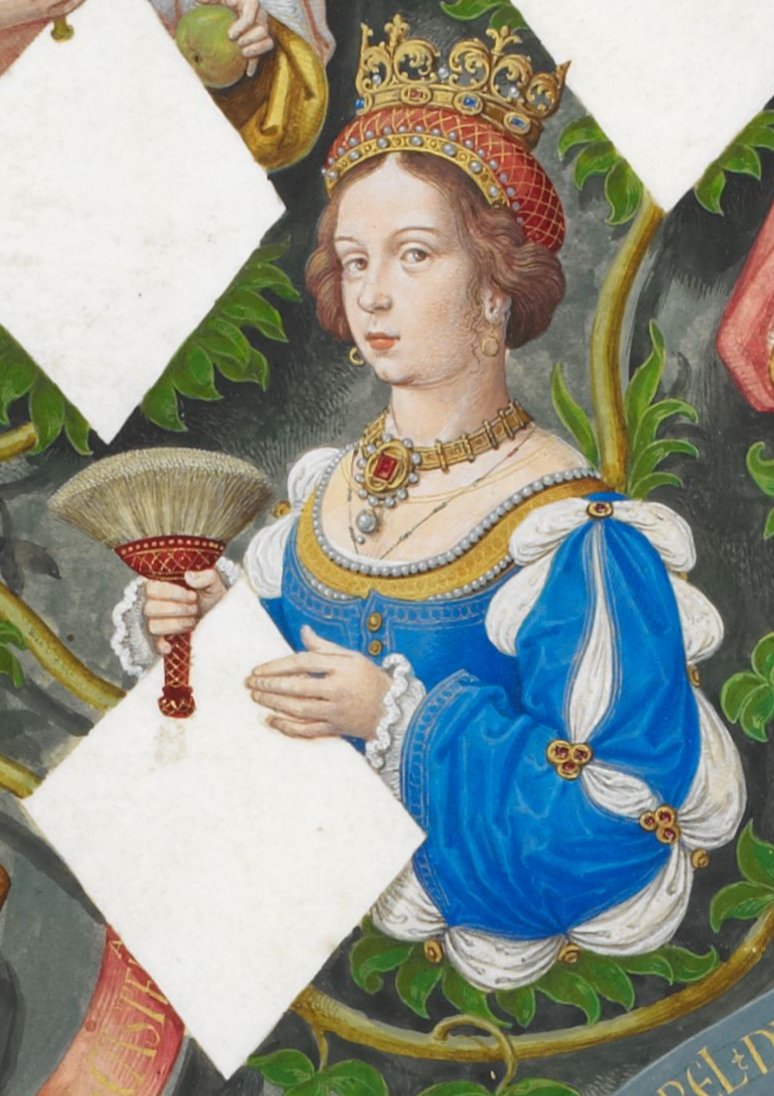
Johanna von Portugal († 1475)

- 1475: Johanna von Portugal, Infantin von Portugal und Königin von Kastilien
- 1483: William Hastings, 1. Baron Hastings, englischer Adeliger
- 1511: Hedwig von Sachsen, Prinzessin von Sachsen und Äbtissin des Reichsstiftes von Quedlinburg
- 1512: Elisabeth von Rietberg, Gräfin von Ostfriesland
- 1522: Piero Soderini, florentinischer Staatsmann
- 1525: Jakob von Wattenwyl, Schultheiss von Bern
- 1535: George Nevill, 5. Baron Bergavenny, englischer Adeliger, Militär und Politiker
- 1550: Veronica Gambara, italienische Dichterin
- 1550: Johann Spangenberg, deutscher evangelischer Theologe und Reformator
- 1558: Mario Bandini Piccolomini, italienischer Politiker
- 1561: Hans von Dehn-Rothfelser, sächsischer Hofbeamter und Bauintendant
- 1588: Anna, Gräfin von Nassau-Dillenburg
- 1610: Thomas Tesdale, englischer Mälzer
- 1611: Melchior Jöstel, deutscher Mathematiker und Mediziner
- 1638: Zacharias Brendel der Jüngere, deutscher Mediziner und Chemiker
- 1645: Miyamoto Musashi, japanischer Samurai
- 1650: Franz Christoph von Khevenhüller, kaiserlicher Gesandter in Madrid und österreichischer Historiker
- 1665: Jacob van Wassenaer Obdam, Admiral von Holland und Westfriesland
- 1667: Konrad Widerholt, deutscher Kommandant im Dreißigjährigen Krieg
- 1675: Christian von Hohenlohe-Waldenburg-Bartenstein, deutscher Adeliger, Hofbeamter und Politiker

### 18. Jahrhundert
- 1702: Isaak le Febvre, französischer Jurist, evangelischer Bekenner
- 1714: Catherine Henriette d’Angennes, französische Kurtisane
- 1728: Friedrich Christian, Gründer des älteren Hauses Schaumburg-Lippe und Graf von Schaumburg-Lippe
- 1729: Johann Friedrich Wender, deutscher Orgelbauer
- 1734: Nicolaus Vetter, deutscher Organist und Komponist
- 1739: Sophie Christiane Luise von Brandenburg-Bayreuth, Fürstin von Thurn und Taxis
- 1744: Reinhold Carl von Rosen, französischer Generalleutnant
- 1746: Elias Hößler, deutscher Orgelbauer
- 1749: Jan Frans van Bloemen, flämischer Maler
- 1749: Balthasar Nick, deutscher Baumeister
- 1753: Marie Huber, Schweizer Übersetzerin, Herausgeberin und Verfasserin theologischer Werke
- 1760: Antoine Court, französischer Prediger und Glaubenszeuge

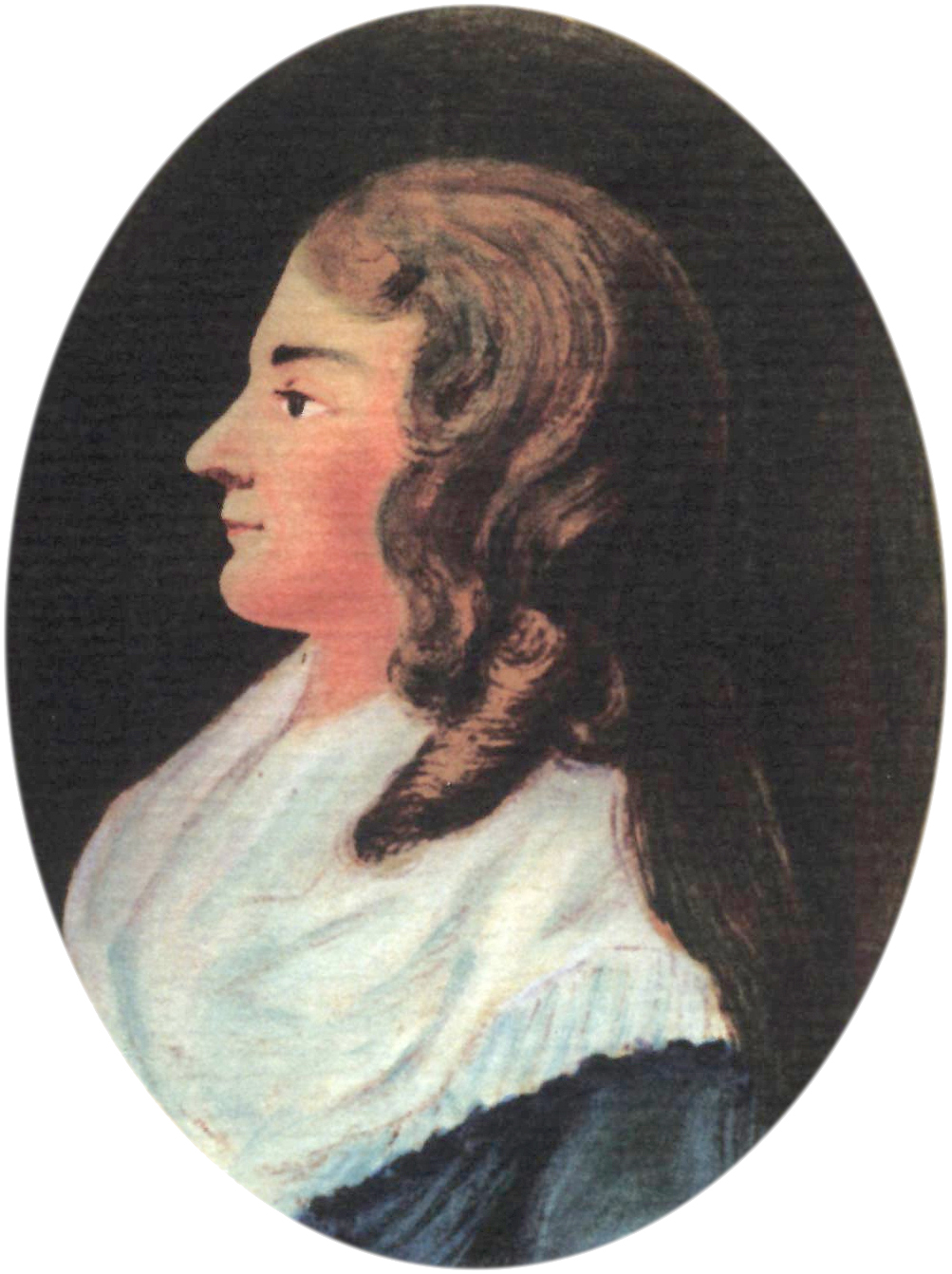
Dorothea Christiane Erxleben († 1762)

- 1762: Dorothea Christiane Erxleben, deutsche Medizinerin, erste deutsche Ärztin
- 1776: William Battie, englischer Arzt
- 1784: Henry Middleton, Präsident des Kontinentalkongresses
- 1787: Josef Bárta, tschechischer Komponist
- 1797: Christian Lofthuus, norwegischer Bauernführer

### 19. Jahrhundert
- 1810: Johann Gottfried Seume, deutscher Schriftsteller und Dichter
- 1823: Johann Nicolaus Rohlwes, deutscher Tierarzt
- 1825: Johann Peter Melchior, deutscher Bildhauer
- 1827: Ludwig Philipp Aschoff, deutscher Apotheker
- 1837: Jacob Friedrich Georg Emmrich, deutscher Jurist und Hochschullehrer
- 1840: Stephan von Keeß, österreichischer Erfinder, Direktor des Technischen Kabinetts in Wien und Historiker
- 1846: Karl Ferdinand Friedrich von Nagler, Generalpostdirektor des Norddeutschen Bundes
- 1849: Colomba Antonietti, italienische Patriotin
- 1850: José Dionisio de la Trinidad de Herrera y Díaz del Valle, Staatschef der Provinzen Honduras und Nicaragua innerhalb der Zentralamerikanischen Konföderation
- 1854: Rosina Regina Ahles, deutsche Schauspielerin

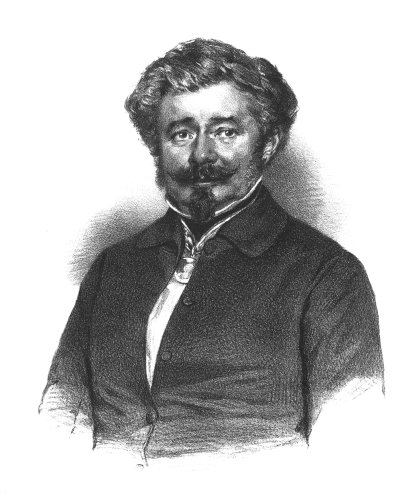
Ernst Alban († 1856)

- 1856: Ernst Alban, deutscher Augenarzt, Maschinenbauer und Pionier des Dampfmaschinenbaus
- 1860: August Thieme, deutscher Dichter
- 1868: August Grahl, deutscher Miniaturmaler
- 1871: Jean Eugène Robert-Houdin, französischer Magier
- 1872: Daniel Weisiger Adams, US-amerikanischer Rechtsanwalt und Brigadegeneral

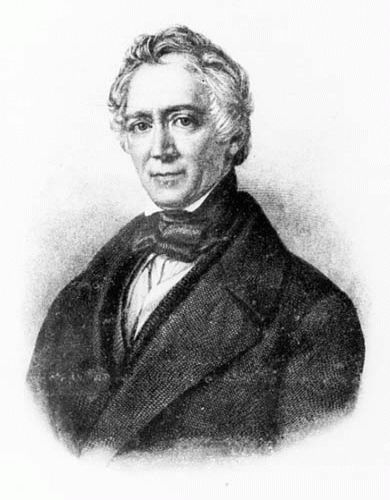
Friedrich von Raumer († 1873)

- 1873: Friedrich von Raumer, deutscher Verwaltungsjurist, Historiker und Politiker, Mitglied der Frankfurter Nationalversammlung
- 1875: Eilert Sundt, norwegischer Soziologe
- 1879ː Amalie Winter, deutsche Schriftstellerin
- 1880: Heinrich Strack, deutscher Architekt
- 1881: Anton von Babarczy, Jurist und Politiker ungarischer Abstammung
- 1881: Édouard Imer, französischer Maler
- 1881: Josef von Škoda, österreichischer Mediziner
- 1884: Jan Arnošt Smoler, sorbischer Philologe, Schriftsteller und Verleger
- 1884: Anton Zwengauer, deutscher Maler
- 1885: Samuel Friedrich Rikli, Schweizer Unternehmer und Politiker
- 1886: Carl Emil Viktor von Gonzenbach, Schweizer Kaufmann und Politiker
- 1886: Bernhard von Gudden, deutscher Mediziner
- 1886: Ludwig II., König von Bayern
- 1890: Christian Friedrich Arnold, deutscher Architekt und Akademieprofessor
- 1896: Hans Ernst von Berchem-Haimhausen, deutsch-österreichischer Großgrundbesitzer
- 1900: Claudius Blanc, französischer Komponist
- 1900: Nikolaus Friedrich Peter, Großherzog von Oldenburg

### 20. Jahrhundert

#### 1901–1950

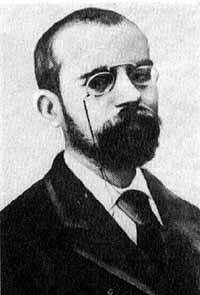
Leopoldo Alas († 1901)

- 1901: Leopoldo Alas, spanischer Schriftsteller
- 1902ː Ernestine Minna Simon, sächsische Textilarbeiterin und Streikführerin
- 1903: Adolf Achenbach, preußischer Beamter und Berghauptmann
- 1903: Arthur Sturgis Hardy, kanadischer Politiker
- 1903: Claude Loraine-Barrow, britischer Automobilrennfahrer
- 1905: Nathaniel Meyer von Rothschild, österreichischer Kunstsammler, Bauherr, Blumenzüchter und Mäzen
- 1905: Tippu-Tip, ostafrikanischer Sklavenhändler und belgischer Gouverneur
- 1906: Franz Anton Goldkuhle, deutscher Bildhauer, Kunsttischler und Altarbauer

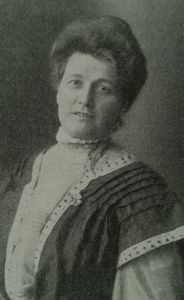
Henny Koch († 1925)

- 1908: Antonio Aguilar Correa, spanischer Politiker
- 1908: Tom Wiggins, US-amerikanischer Musiker und Komponist
- 1913: Henri Rochefort, französischer Journalist und Schriftsteller
- 1918: Michail Alexandrowitsch Romanow, Großfürst von Russland
- 1920: Essad Pascha Toptani, albanischer Großgrundbesitzer und Premierminister
- 1925ː Henny Koch, deutsche Schriftstellerin
- 1926: Gottfried Lindauer, tschechischer Maler
- 1929: Franz Theodor Usteri, Schweizer Jurist und Verwaltungsrat
- 1930: José Antonio Ramos Sucre, venezolanischer Lyriker und Diplomat

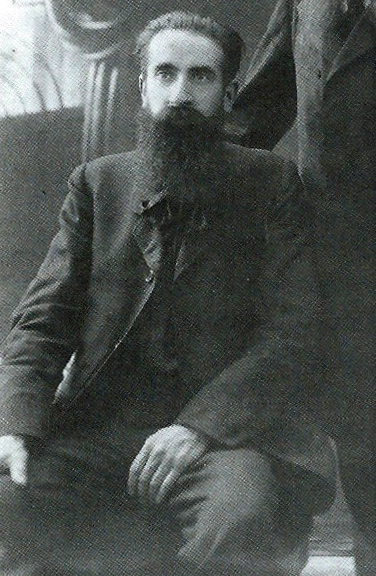
Lodewijk van Mierop († 1930)

- 1930: Lodewijk van Mierop, niederländischer Pazifist und Anarchist
- 1930: Henry Segrave, britischer Pilot, Automobilrennfahrer und Rekordfahrer für Land- und Wasserfahrzeuge
- 1931: Santiago Rusiñol, katalanischer Maler, Schriftsteller, Journalist und Theaterautor
- 1931: Kitasato Shibasaburō, japanischer Arzt und Bakteriologe
- 1934: Syd Crabtree, britischer Motorradrennfahrer
- 1934: Theodor Däubler, deutscher Schriftsteller, Epiker, Lyriker, Erzähler und Kunstkritiker
- 1935: Franz von Mendelssohn, deutscher Bankier und Wirtschaftsfunktionär
- 1938: Charles Édouard Guillaume, Schweizer Physiker
- 1939: Karl Gall, österreichischer Motorradrennfahrer
- 1944: Gereon Ausserlechner, österreichischer Prämonstratenser und Widerstandskämpfer
- 1944: Henri Ghéon, französischer Schriftsteller
- 1945: Herbert Albrecht, deutscher Politiker NSDAP
- 1945: Randolph von Breidbach-Bürresheim, deutscher Jurist und Widerstandskämpfer des 20. Juli 1944
- 1946: Julio Ortiz de Zárate, chilenischer Maler und Bildhauer
- 1947: Rudolf Friedrichs, deutscher Politiker, Ministerpräsident von Sachsen
- 1948: Dazai Osamu, japanischer Schriftsteller
- 1949: Camilla Frydan, österreichische Soubrette, Komponistin und Textdichterin

#### 1951–2000
- 1951: Maurice Benoist, französischer Automobilrennfahrer
- 1951: Ben Chifley, australischer Premierminister
- 1956: Reginald Goss-Custard, englischer Organist und Komponist
- 1958: Johan Bierens de Haan, niederländischer Biologe und Ethologe
- 1958ː Rosa Lindemann, deutsche kommunistische Widerstandskämpferin
- 1960: Gaston Delalande, französischer Automobilrennfahrer
- 1960: Carl Keenan Seyfert, US-amerikanischer Astronom
- 1961: René Mercet, Schweizer Fußballschiedsrichter
- 1964: Giulio Cesare Paribeni, italienischer Dirigent, Komponist und Musikkritiker

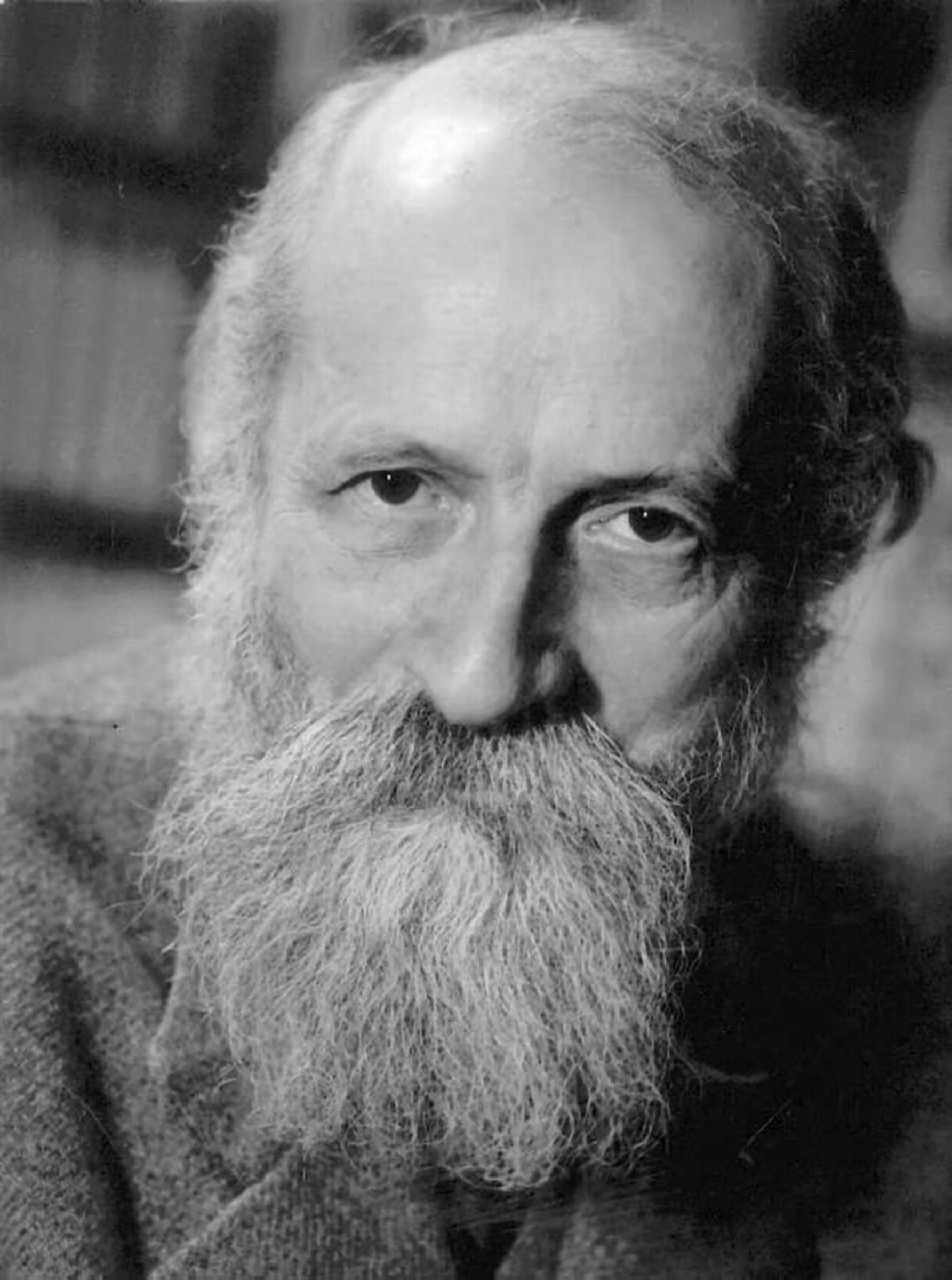
Martin Buber († 1965)

- 1965: Martin Buber, österreichisch-israelischer Religionsphilosoph
- 1967: W. Harold Anderson, US-amerikanischer Basketballspieler und -trainer
- 1967: Gregor Schwake, deutscher Benediktiner und Priester, Kirchenmusiker, Komponist und Dichter, Kritiker des Nationalsozialismus
- 1968: Theodor Bogler, deutscher Keramiker, Architekt und Benediktiner-Pater
- 1968: Otto Daiker, deutscher Motorradrennfahrer
- 1969: Iris Barbura, rumänisch-deutsch-US-amerikanische Tänzerin, Choreografin und Tanzpädagogin
- 1969: Hans Reimann, deutscher Schriftsteller, Dramatiker und Drehbuchautor
- 1971: Hinatsu Kōnosuke, japanischer Lyriker, Übersetzer und Literaturwissenschaftler
- 1972: Clyde McPhatter, US-amerikanischer Sänger
- 1972: Georg von Békésy, ungarisch-US-amerikanischer Biophysiker und Physiologe, Nobelpreisträger
- 1973: Jonas Aistis, litauischer Dichter und Essayist
- 1973: German Grigorjewitsch Okunew, russischer Komponist, Pianist und Pädagoge
- 1976: Géza Anda, ungarischer Pianist
- 1976: Nora Groß, deutsche Mineralogin, Kristallographin und Hochschullehrerin
- 1977: Ruth Wendland, deutsche evangelische Theologin und Widerstandskämpferin
- 1979: Sunshine Sue, US-amerikanische Country-Musikerin
- 1980: Walter Rodney, Historiker und Politiker aus Guyana
- 1980ː Erna Stahl, deutsche Pädagogin und Widerstandskämpferin gegen den Nationalsozialismus
- 1981: Joan Benham, britische Schauspielerin
- 1981: Jean-Louis Lafosse, französischer Automobilrennfahrer
- 1981: Alfredo Rampi, italienisches Unfallopfer
- 1982: Chalid ibn Abd al-Aziz, König von Saudi-Arabien
- 1982: Marvin Griffin, US-amerikanischer Politiker
- 1982: Herbert Hesmer, deutscher Forstwissenschaftler
- 1982: Wilhelm Renner, deutscher Brigadegeneral
- 1983: Helmut Kraatz, deutscher Mediziner
- 1984: Kenneth Armstrong, englischer Fußballspieler und -trainer
- 1984: Marinus De Jong, niederländisch-belgischer Komponist und Pianist

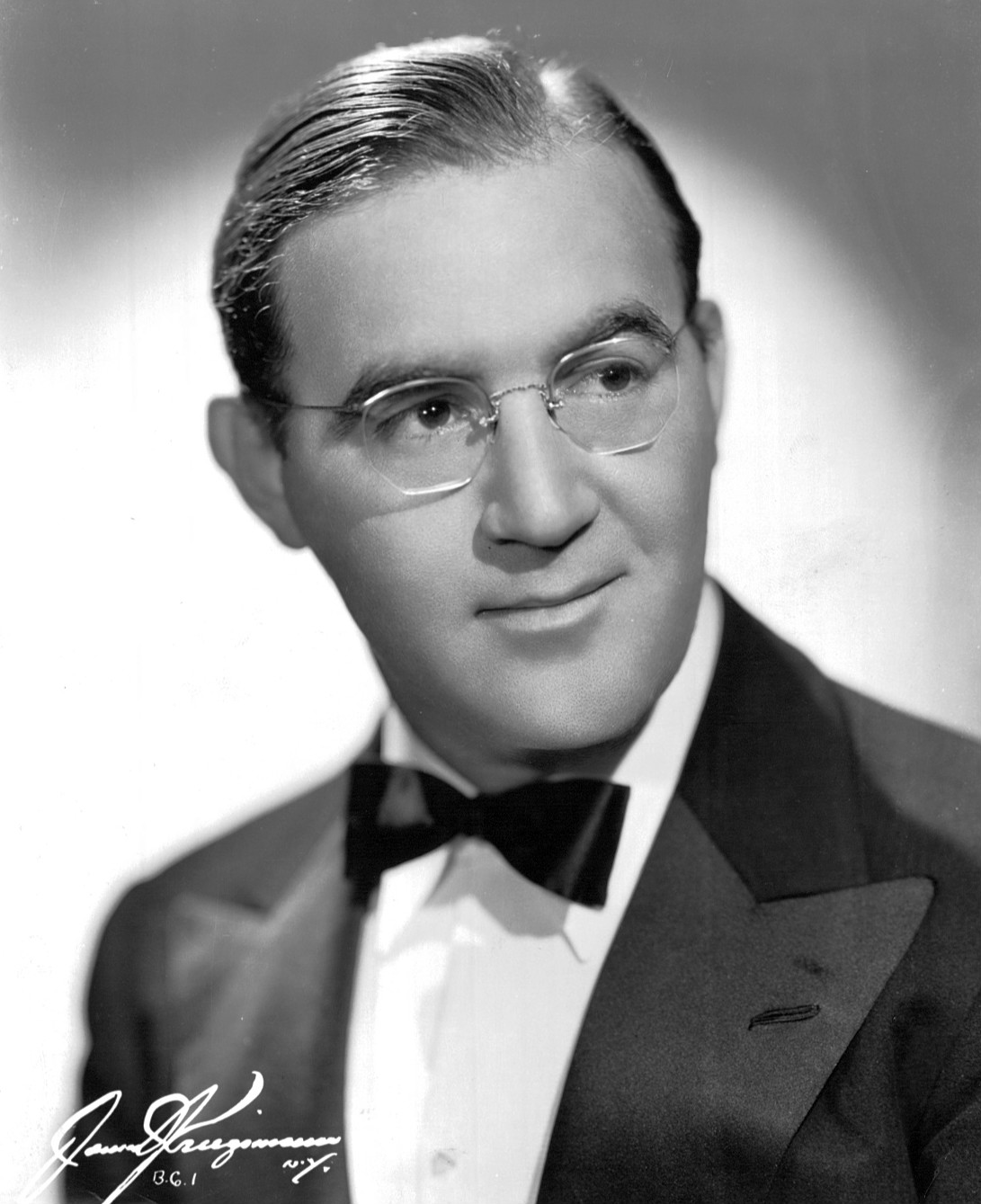
Benny Goodman († 1986)

- 1986: Benny Goodman, US-amerikanischer Jazzmusiker und Bandleader
- 1986: Dean Reed, US-amerikanischer Schauspieler, Sänger, Drehbuchautor und Regisseur
- 1987: Heinz Kloss, deutscher Sprachwissenschaftler und Spezialist für Sprachminderheiten
- 1988: Bill Rooney, US-amerikanischer American-Football-Spieler
- 1991: Karl Bielig, deutscher Politiker, MdB
- 1991: Olga Wendt, deutsche Designerin und Gestalterin
- 1993: Deke Slayton, US-amerikanischer Astronaut
- 1994: Karl Veit Riedel, deutscher Volkskundler und Theaterwissenschaftler
- 1996: Glen Stewart Morley, kanadischer Dirigent, Komponist und Cellist
- 1998: Lúcio Costa, brasilianischer Architekt
- 1998: Birger Ruud, norwegischer Skispringer
- 2000: Elisabeth Baumeister-Bühler, deutsche Bildhauerin und Medailleurin

### 21. Jahrhundert
- 2001ː Martha Bolldorf-Reitstätter, österreichische Architektin
- 2001: Siegfried Naumann, schwedischer Komponist
- 2001ː Abdurrahim Özüdoğru, Fabrikarbeiter und Änderungsschneider; Mordopfer des NSU
- 2001: Rajzel Zychlinski, polnische jiddischsprachige Dichterin

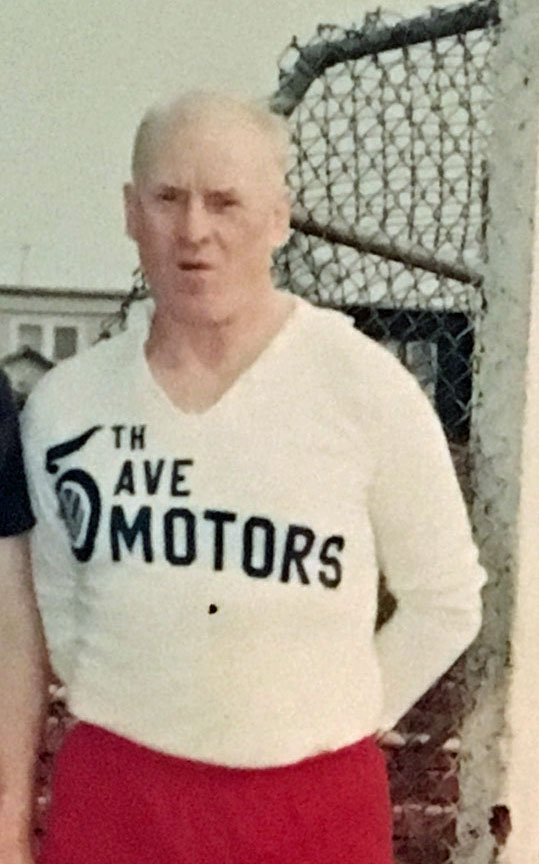
Johann Herberger († 2002)

- 2002: Johann Herberger, deutscher Fußballspieler
- 2002: Ralph Shapey, US-amerikanischer Dirigent und Komponist
- 2003: Harold Ashby, US-amerikanischer Swing-Tenorsaxophonist und Klarinettist
- 2003: Hein ten Hoff, deutscher Sportler
- 2004: Jennifer Nitsch, deutsche Schauspielerin
- 2005: David Diamond, US-amerikanischer Komponist
- 2005: Lane Smith, US-amerikanischer Schauspieler
- 2005: Álvaro Cunhal, portugiesischer Politiker
- 2006: Charles J. Haughey, irischer Politiker
- 2006: Oswald Paulig, deutscher Konsumgenossenschafter und Politiker
- 2007: Néstor Raúl Rossi, argentinischer Fußballspieler und -trainer
- 2008: Gerd Sannemüller, deutscher Komponist und Musikwissenschaftler
- 2008: Willy Schürmann, deutscher Maler und Graphiker
- 2009: Khalil Abi-Nader, libanesischer Bischof
- 2011: Karl Müller, deutscher Autor
- 2012: Roger Garaudy, französischer Philosoph
- 2012: William S. Knowles, US-amerikanischer Chemiker und Nobelpreisträger
- 2012: Jerry Tubbs, US-amerikanischer American-Football-Spieler
- 2012: Giacinto Santambrogio, italienischer Radrennfahrer
- 2013: René Domingo, französischer Fußballspieler
- 2013: Sam Most, US-amerikanischer Jazz-Saxophonist und Flötist
- 2014: David MacLennan, britischer Schauspieler, Regisseur und Theaterproduzent

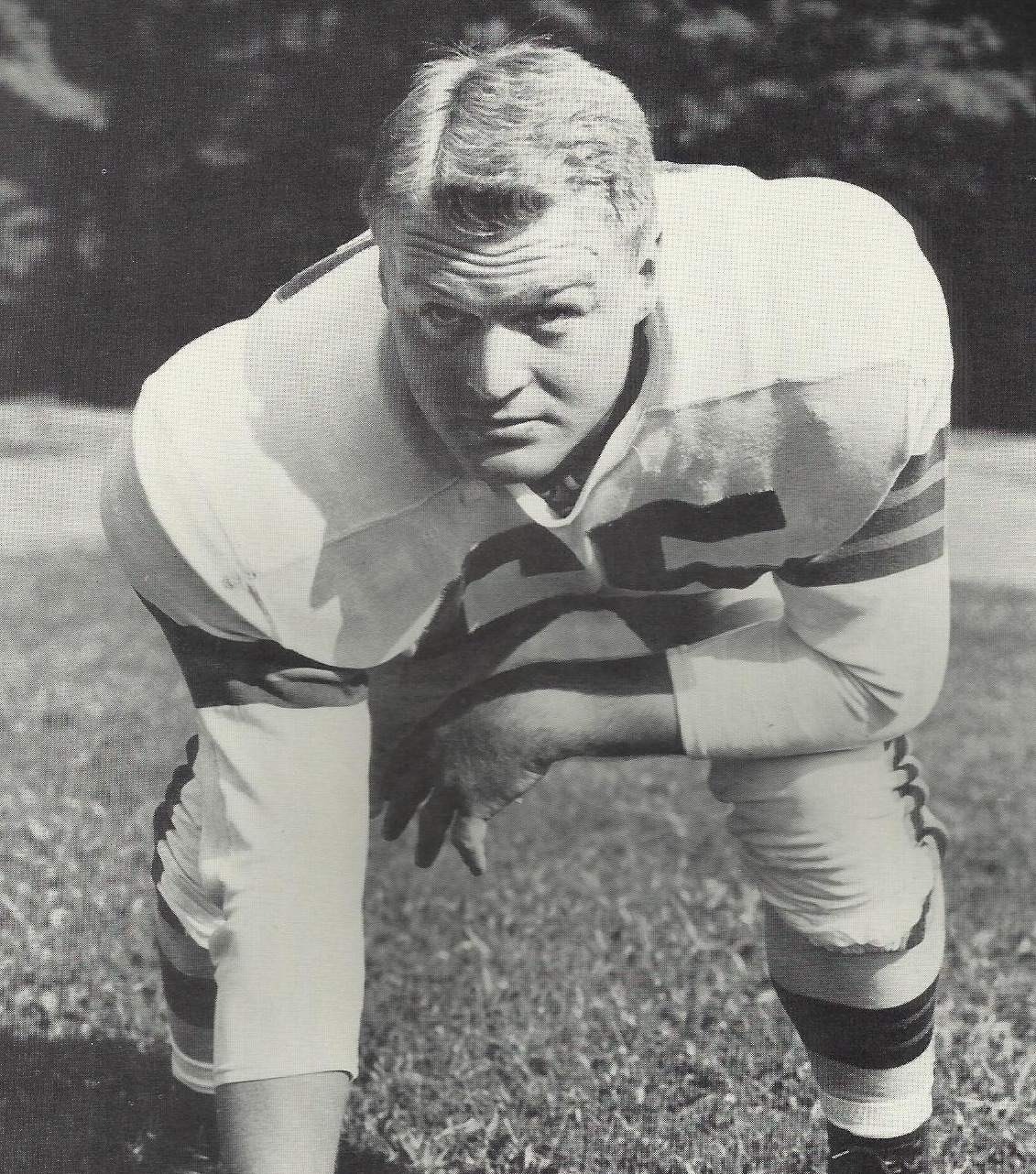
Chuck Noll († 2014)

- 2014: Chuck Noll, US-amerikanischer American-Football-Spieler und -Trainer
- 2015: Sheila Kaul, indische Politikerin
- 2015: Sergio Renán, argentinischer Schauspieler, Regisseur und Theaterintendant
- 2016: Gert Hübner, deutscher Mediävist
- 2016: Chips Moman, US-amerikanischer Musikproduzent
- 2017: Anita Pallenberg, deutsche Schauspielerin und Groupie
- 2017: Şirin Tekeli, türkische Feministin, Autorin und Aktivistin
- 2017: Rick Tuten, US-amerikanischer American-Football-Spieler
- 2018: Anne Donovan, US-amerikanische Basketballspielerin und -trainerin
- 2018: Reinhard Birkenstock, deutscher Rechtsanwalt

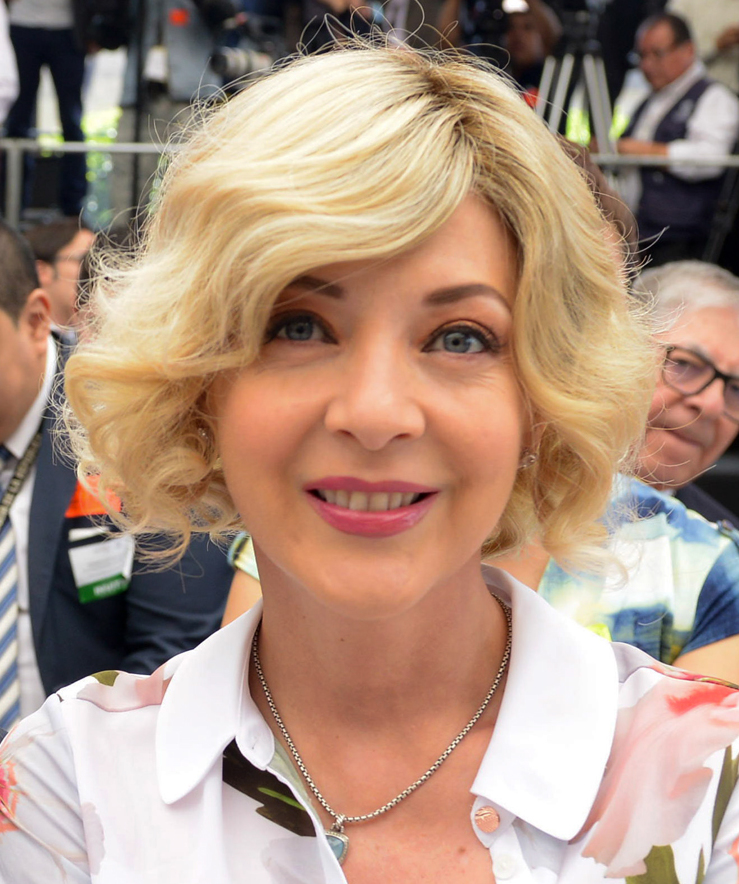
Edith González († 2019)

- 2019: Edith González, mexikanische Schauspielerin und Tänzerin
- 2019: Jürgen Lutz, deutscher Kampfsportler, Boxmanager und maßgeblicher Förderer des Frauenboxsports
- 2019: Wilhelm Wieben, deutscher Fernsehmoderator, Schauspieler und Autor
- 2020: Jean Raspail, französischer Schriftsteller
- 2021: Ned Beatty, US-amerikanischer Schauspieler
- 2022: Hari Chand, indischer Leichtathlet
- 2022: Volker Duschner, deutscher Fechtsportler und Lehrer
- 2022: Anatoli Michailow, sowjetischer Leichtathlet
- 2022: John Rigby, australischer Schwimmer
- 2024ː Angela Bofill, US-amerikanische R&B- und Jazz-Sängerin
- 2025: Martín Billoch, argentinischer Regattasegler

## Feier- und Gedenktage
- Kirchliche Gedenktage
  - Antoine Court, französischer Prediger und Glaubenszeuge (evangelisch)
  - Hl. Achillas von Alexandria, römischer Bischof (katholisch)
  - Hl. Antonius von Padua, portugiesisch-italienischer Adeliger, Theologe und Chorherr, Kirchenlehrer und Schutzpatron (katholisch)
- Namenstage
  - Antonius, Bernhild

Weitere Einträge enthält die Liste von Gedenk- und Aktionstagen.